# Saskatchewan
Saskatchewan (/səˈskætʃəwə(ɑː)n/ⓘ en inglés, /saskatʃəwan/ en francés) es una de las diez provincias que, junto con los tres territorios, conforman las trece entidades federales de Canadá. Es la provincia central de las Praderas canadienses. Su capital es Regina y su ciudad más poblada es Saskatoon.
La mayor parte de su población se concentra en la parte sur de la provincia. La agricultura es una parte fundamental en la economía de Saskatchewan, sobre todo el trigo, del que se cosecha el 45 % de todo el país, por lo que se ganó el nombre de «el granero de Canadá». Otra fuente fundamental de la economía de la provincia es la minería.
Saskatchewan tiene fronteras con Alberta en oeste, Manitoba al este, los Territorios del Noroeste al norte, también toca a Nunavut en un quadripunto, y los estados de Montana y Dakota del Norte al sur.

## Toponimia
El nombre de la provincia proviene del río Saskatchewan, cuyo nombre deriva del cree: ᑭᓯᐢᑳᒋᐘᓂ ᓰᐱᐩ kisiskāciwani-sīpiy, que significa ‘río de curso veloz’.

## Historia
Antes de la llegada de los europeos, Saskatchewan se encontraba habitada por las tribus atabascas, algonquiana, y sioux. El primer europeo en instalarse en Saskatchewan fue Henry Kelsey en 1690, que navegó a lo largo del río Saskatchewan en un intento por comerciar con piel, comprándosela a los indígenas de la zona. El primer establecimiento de origen europeo fue la Compañía de la Bahía de Hudson, situada en Cumberland House y fundada por Samuel Hearne en 1774.
Tras la venta de la Luisiana en 1803 por Francia a Estados Unidos, parte de las provincias actuales de Alberta y Saskatchewan, en el actual Canadá, pasaron a Estados Unidos, que cedería esa parte al Reino Unido en 1818.
A mediados del siglo XIX, las expediciones científicas encabezadas por John Palliser y Henry Youle Hind exploraron la región de la pradera provincial.
En la década de 1870, el Gobierno de Canadá formó los Territorios del Noroeste para administrar al vasto territorio comprendido entre la Columbia Británica y Manitoba. El gobierno accedió también a la firma de una serie de tratados con los nativoamericanos de su entorno, lo que fomentó la relación entre las «Primeras Naciones» (en inglés, First Nations), como se las conoce hoy en día, y la Corona. Poco después, las Primeras Naciones se verían empujadas a ciertas reservas.
La colonización de la provincia cogió vuelo cuando la Canadian Pacific Railway (Vía canadiense del Pacífico) fue construida a comienzos de los años 1880, y el gobierno federal dividió a la tierra conforme a la Medición del dominio terrestre, otorgando fanegas libres a colonos voluntariosos.
La policía montada del noroeste edificó unos cuantos puestos y fortificaciones a lo largo de Saskatchewan, entre los que destacan: Fort Walsh en los Montes Cipreses, y Wood Mountain, puesto en el centro meridional de Saskatchewan, cerca de la frontera con Estados Unidos.
En 1876, siguiendo a la batalla del Pequeño Cuerno Grande el cacique de los Lakota, Toro Sentado, guio a su gente hacia Wood Mountain, cuya reserva se fundó en 1914.
Muchos integrantes de los Métis, que no habían sido signatarios de tratado alguno, se trasladaron al distrito de Saskatchewan Rivers, al norte de la actual Saskatoon, tras la Rebelión del Red River que tuvo lugar en Manitoba en 1870. A comienzos de la década de 1880, el gobierno de Canadá rehusó oír las quejas de los Métis, que partían de temas vinculados a la ocupación territorial. Finalmente, en 1885, los Métis, mandados por Louis Riel, provocaron la Rebelión del Noroeste en reclamo de un gobierno provisional. Fueron vencidos por la milicia canadiense asentada en las praderas de la Canadian Pacific Railway. Riel se rindió y fue declarado culpable de traición por un tribunal de Regina. Finalmente fue ejecutado el 16 de noviembre de 1885.

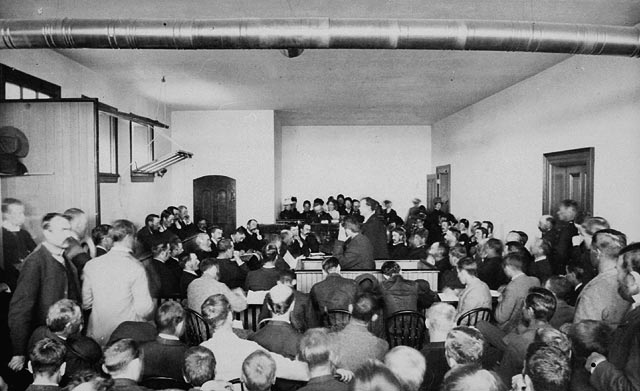
Juicio a Louis Riel. Saskatchewan, 1885.

Con la llegada de más colonos a la región, la población fue creciendo, y Saskatchewan pasó a ser considerada una provincia el 1 de septiembre de 1905; el día de inauguración fue el 4 de ese mes.
El Homestead Act permitía a los colonos adquirir millas cuadradas de tierra para el cercamiento de haciendas, y ofrecía un cuarto adicional tras realizar el cometido inicial de dicha concesión. La inmigración llegó a la cima en 1910 y, pese a las dificultades de la vida fronteriza y de su alejamiento respecto a la ciudad y sus ventajas, se consiguió establecer una sociedad agraria próspera y estable.

### SigloXX

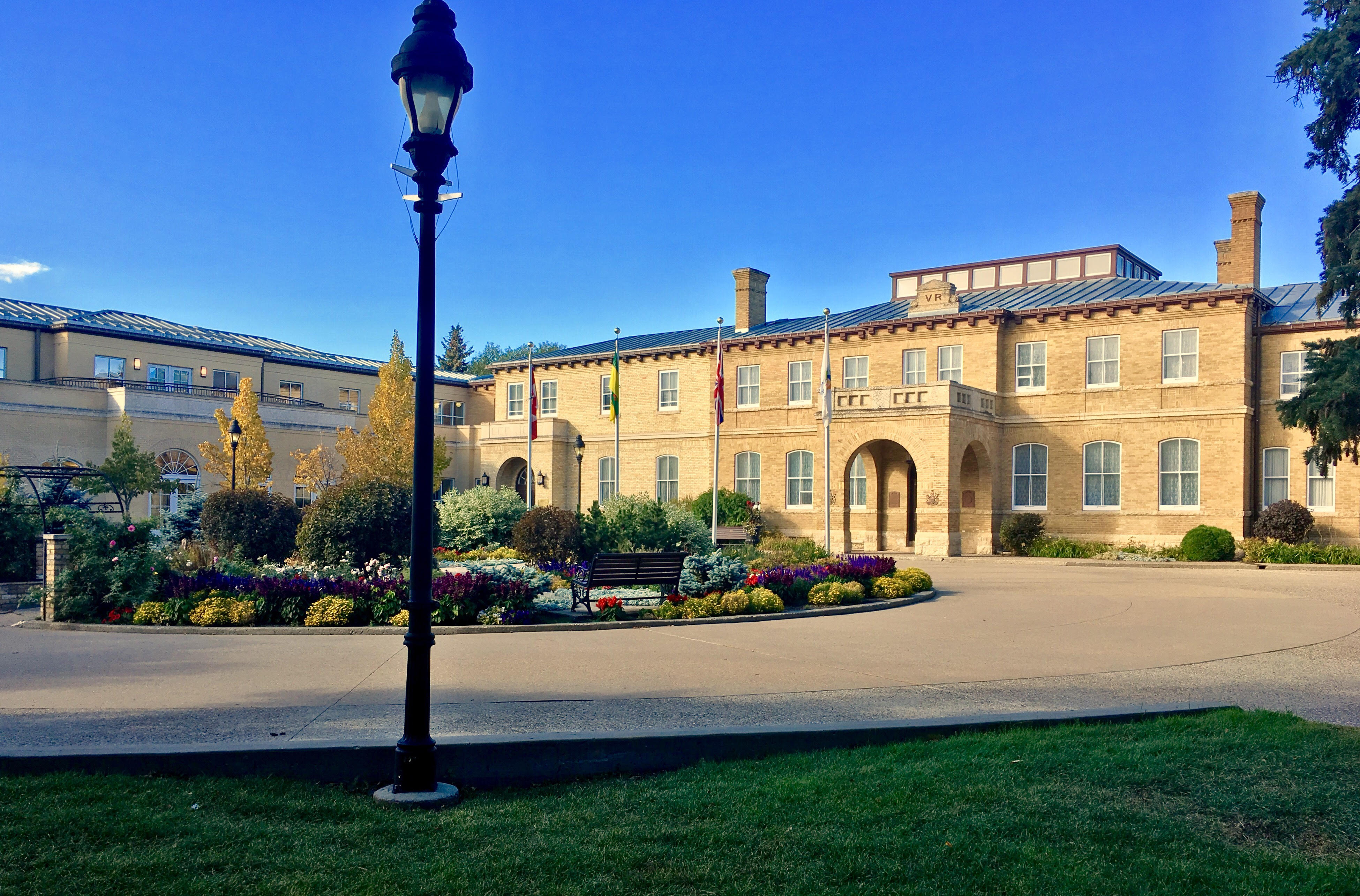
Casa de Gobierno terminada en 1891 en Regina, Saskatchewan

Los roles de género estaban claramente definidos. Los hombres eran los principales responsables de roturar la tierra; plantar y cosechar; construir la casa; comprar, manejar y reparar la maquinaria; y encargarse de las finanzas. Al principio, había muchos hombres solteros en la pradera, o maridos cuyas esposas seguían en el este, pero lo pasaban mal. Se dieron cuenta de la necesidad de una esposa. En 1901 había 19.200 familias, pero la cifra aumentó a 150.300 sólo 15 años después. Las esposas desempeñaron un papel fundamental en el asentamiento de la región de las praderas. Su trabajo, sus habilidades y su capacidad para adaptarse al duro entorno resultaron decisivos para superar los retos. Preparaban bacalao, alubias y tocino, remendaban la ropa, criaban a los niños, limpiaban, cuidaban el huerto, ayudaban en la cosecha y cuidaban de la salud de todos. Aunque las actitudes patriarcales imperantes, la legislación y los principios económicos oscurecieron las contribuciones de las mujeres, la flexibilidad mostrada por las granjeras a la hora de realizar labores productivas y no productivas fue fundamental para la supervivencia de las granjas familiares y, por tanto, para el éxito de la economía del trigo.

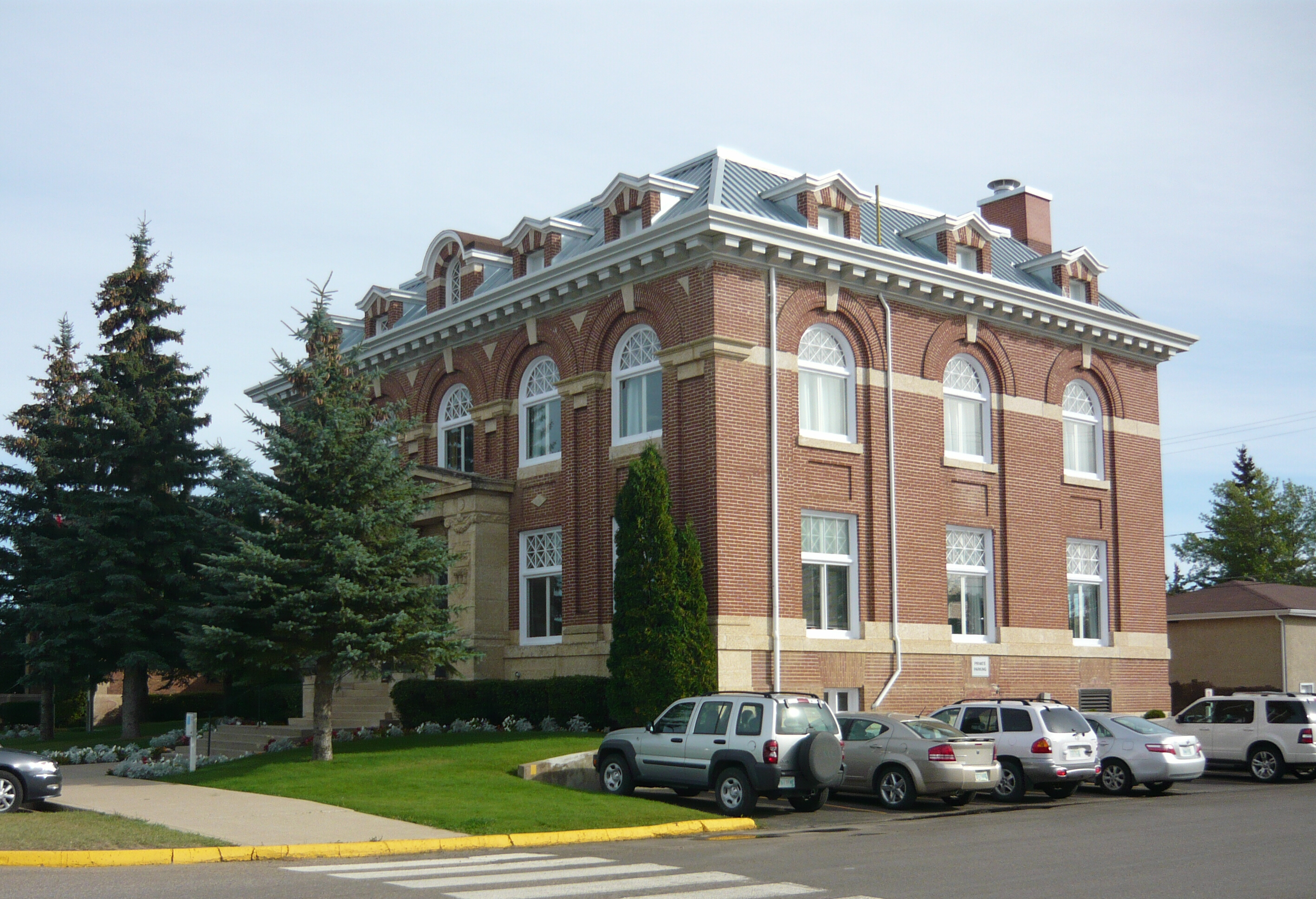
El Palacio de Justicia de Batleford fue establecido en 1907

El 1 de septiembre de 1905, Saskatchewan se convirtió en provincia y el día de su inauguración fue el 4 de septiembre. Sus dirigentes políticos proclamaron entonces que su destino era convertirse en la provincia más poderosa de Canadá. Saskatchewan emprendió un ambicioso programa de construcción provincial basado en su cultura anglocanadiense y en la producción de trigo para el mercado de exportación. La población se quintuplicó, pasando de 91.000 habitantes en 1901 a 492.000 en 1911, gracias a la fuerte inmigración de agricultores procedentes de Ucrania, Estados Unidos, Alemania y Escandinavia. Se hicieron esfuerzos por asimilar a los recién llegados a la cultura y los valores británico-canadienses.
En las elecciones provinciales de 1905, los liberales obtuvieron 16 de los 25 escaños de Saskatchewan. En 1909, el gobierno de Saskatchewan compró la Bell Telephone Company, que poseía las líneas de larga distancia y dejaba el servicio local en manos de pequeñas empresas organizadas a nivel municipal. El primer ministro Walter Scott prefería la ayuda gubernamental a la propiedad directa porque pensaba que las empresas funcionaban mejor si los ciudadanos participaban en su gestión; en 1911 creó la Saskatchewan Cooperative Elevator Company. A pesar de la presión ejercida por los grupos de agricultores para que el gobierno interviniera directamente en el negocio de la manipulación del grano, el gobierno de Scott optó por prestar dinero a una empresa de ascensores propiedad de los agricultores. 

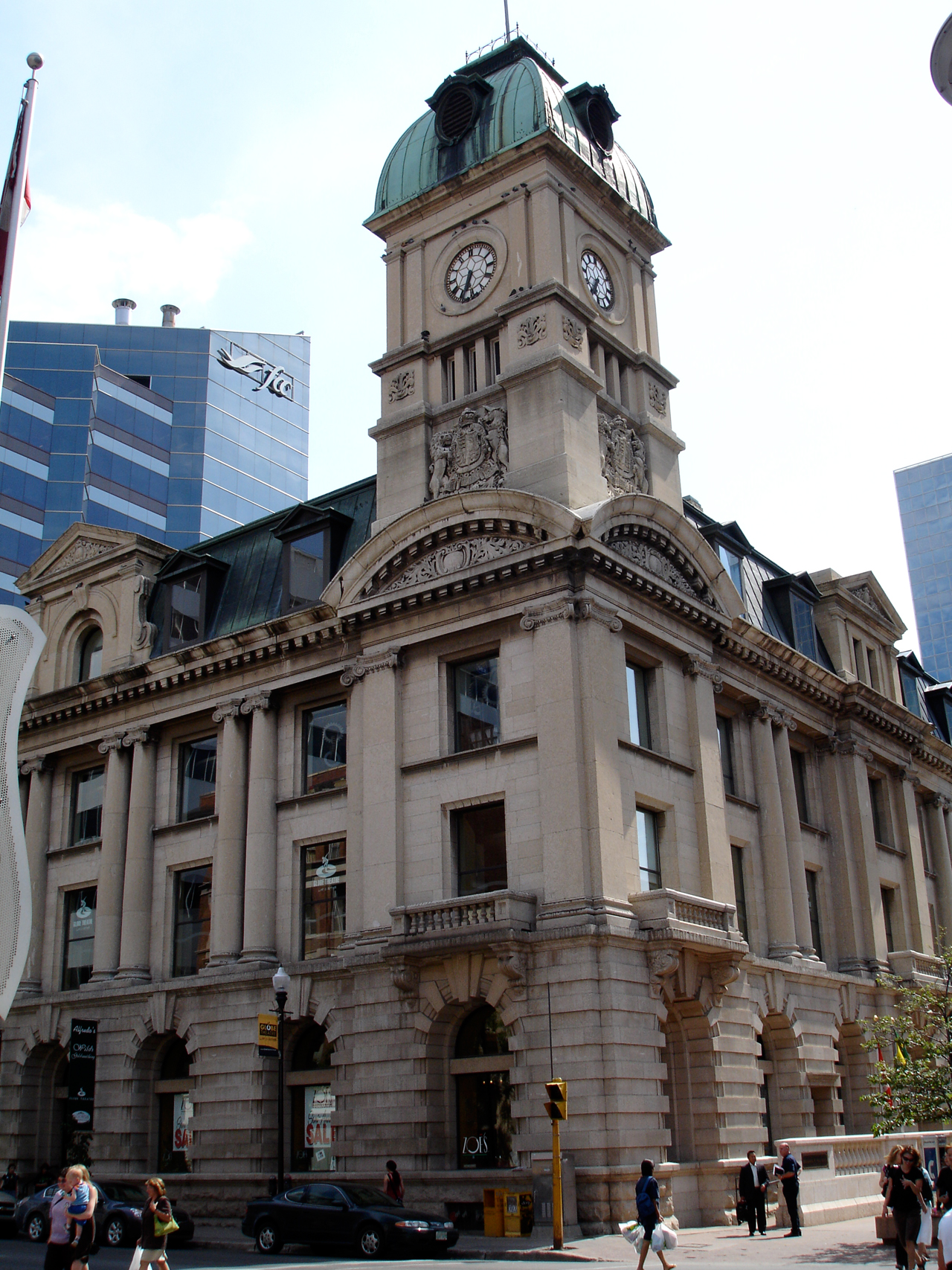
El Edificio Príncipe Eduardo que data de 1907

En 1909, Saskatchewan concedió avales a las compañías ferroviarias para la construcción de ramales, aliviando así las preocupaciones de los agricultores que tenían problemas para transportar su trigo en vagón hasta el mercado. La Asociación de Cultivadores de Cereales de Saskatchewan fue la fuerza política dominante en la provincia hasta la década de 1920; mantenía estrechos vínculos con el partido liberal en el gobierno. En 1913, se creó la Asociación de Ganaderos de Saskatchewan, con tres objetivos: vigilar la legislación; promover los intereses de los ganaderos de forma honorable y legítima; y sugerir al Parlamento una legislación que respondiera a las condiciones y necesidades cambiantes.
La inmigración alcanzó su punto álgido en 1910 y, a pesar de las dificultades iniciales de la vida fronteriza -lejanía de las ciudades, casas de adobe y trabajo agotador-, los nuevos colonos establecieron un estilo europeo-canadiense de próspera sociedad agraria. La prosperidad a largo plazo de la provincia dependía del precio mundial del grano, que no dejó de subir desde la década de 1880 hasta 1920, para caer después en picado. La producción de trigo aumentó gracias a las nuevas variedades, como la del «trigo Marquis», que maduraba 8 días antes y rendía 7 fanegas más por acre (0,72 m³/ha) que el anterior estándar, el «Red Fife». La producción nacional de trigo pasó de 8 millones de bushels imperiales (290.000 m³) en 1896 a 26×106 imp bu (950.000 m³) en 1901, alcanzando 151×106 imp bu (5.500.000 m³) en 1921.
Los movimientos de reforma urbana en Regina se basaron en el apoyo de grupos empresariales y profesionales. La planificación urbana, la reforma del gobierno local y la propiedad municipal de los servicios públicos contaban con el apoyo de estos dos grupos, a menudo a través de organizaciones como la Junta de Comercio. Las organizaciones eclesiásticas y otras de carácter altruista apoyaron en general las reformas en materia de bienestar social y vivienda; estos grupos tuvieron en general menos éxito a la hora de conseguir que se promulgaran sus propias reformas.

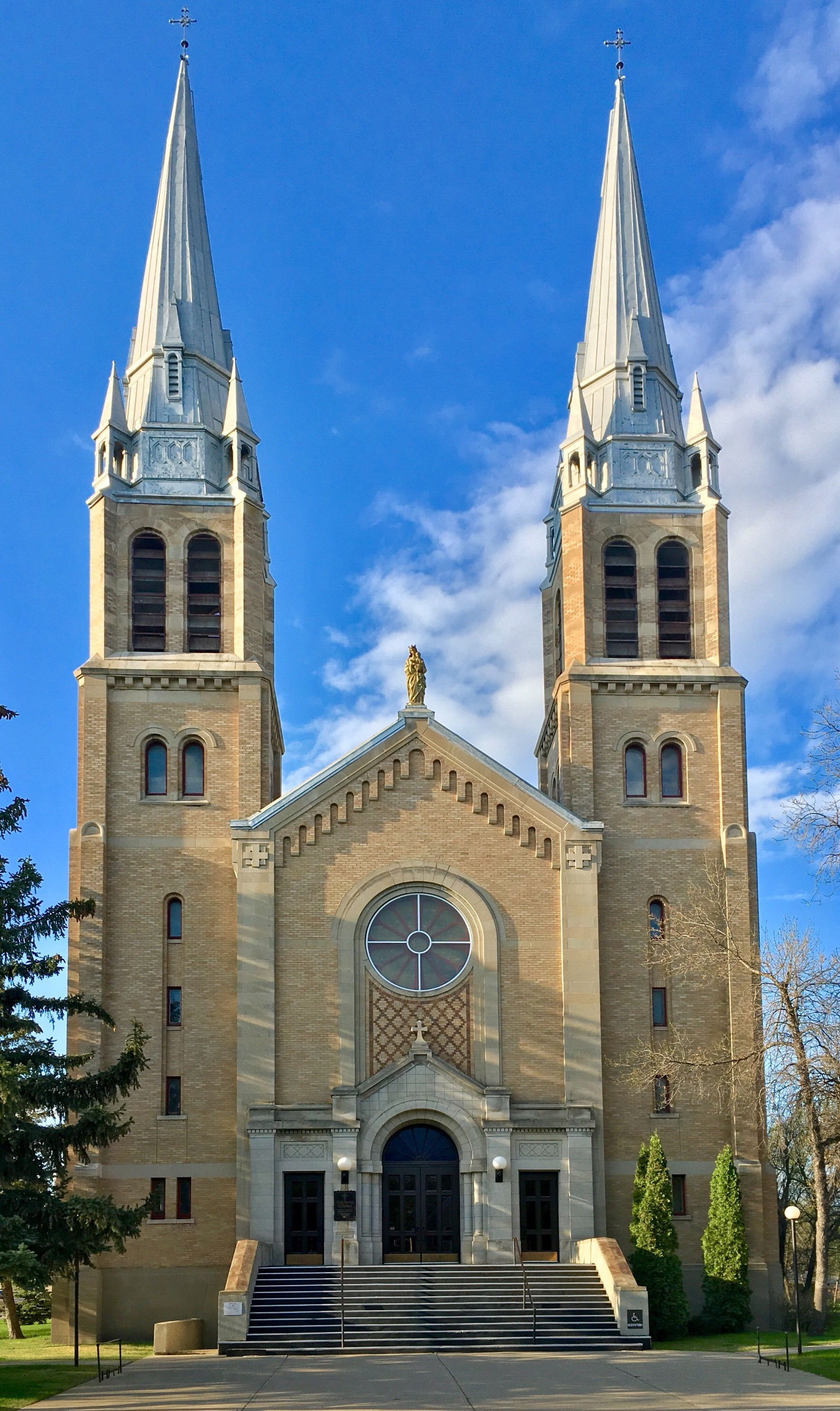
Catedral del Santo Rosario en Regina, terminada en 1917

La provincia respondió a la Primera Guerra Mundial en 1914 con entusiasmo patriótico y disfrutó del auge económico resultante, tanto en las granjas como en las ciudades. El apoyo emocional e intelectual a la guerra surgió de la política de identidad nacional canadiense, el mito rural y el progresismo del evangelio social. Sin embargo, existía una fuerte hostilidad hacia los granjeros germano-canadienses. Los recientes inmigrantes ucranianos eran extranjeros enemigos debido a su ciudadanía en el Imperio Austrohúngaro. Una pequeña parte fueron llevados a campos de internamiento. La mayoría de los internados eran trabajadores desempleados no cualificados que fueron encarcelados «porque eran indigentes, no porque fueran desleales».
El precio del trigo se triplicó y la superficie sembrada se duplicó. El espíritu de sacrificio de la guerra intensificó los movimientos de reforma social que habían precedido a la guerra y que ahora fructificaban. Saskatchewan concedió el derecho de voto a las mujeres en 1916 y a finales de ese mismo año aprobó un referéndum para prohibir la venta de alcohol.
A finales de los años veinte, el Ku Klux Klan, importado de Estados Unidos y Ontario, ganó una breve popularidad en los círculos nativistas de Saskatchewan y Alberta.El Ku Klux Klan, brevemente aliado con el partido conservador provincial debido a su mutua antipatía por el primer ministro James G. «Jimmy» Gardiner y sus liberales (que combatieron ferozmente al Ku Klux Klan), disfrutó de unos dos años de protagonismo. Decayó y desapareció, sometido a una amplia oposición política y mediática, además de escándalos internos relacionados con el uso de los fondos de la organización.

### Después de la Segunda Guerra Mundial
En 1970 se celebró en Regina la primera edición de la Canadian Western Agribition. Esta feria de la industria agrícola, con un fuerte énfasis en el ganado, está considerada como una de las cinco ferias ganaderas más importantes de Norteamérica, junto con las de Houston, Denver, Louisville y Toronto.
La provincia celebró el 75.º aniversario de su creación en 1980, con la Princesa Margarita, Condesa de Snowdon, presidiendo las ceremonias oficiales. En 2005, 25 años después, su hermana, la Reina Isabel II, asistió a los actos celebrados con motivo del centenario de Saskatchewan.
Desde finales del siglo XX, las Primeras Naciones se han vuelto más activas políticamente en la búsqueda de justicia por las injusticias del pasado, especialmente en relación con la apropiación de tierras indígenas por parte de diversos gobiernos. Los gobiernos federal y provincial han negociado numerosas reclamaciones de tierras y han desarrollado un programa de «derecho a tierras en virtud de tratados», que permite a las Primeras Naciones comprar tierras para convertirlas en reservas con dinero procedente de la resolución de reclamaciones.
En junio de 2021, se encontró un cementerio con los restos de 751 personas sin identificar en el antiguo internado indio de Marieval, que formaba parte del sistema canadiense de internados indios.

## Política y Gobierno

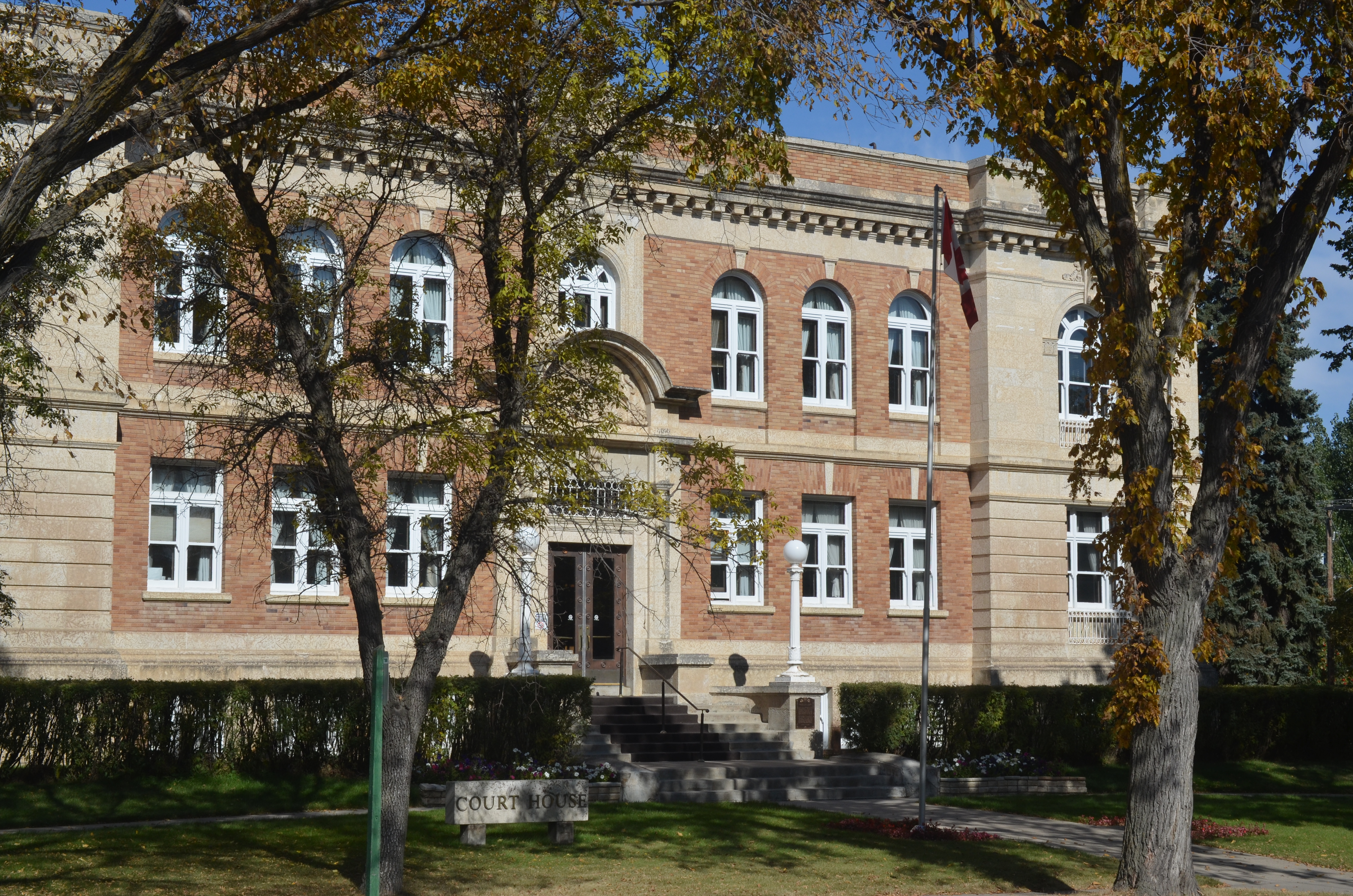
Sede del Tribunal de Yorkton

Saskatchewan posee la misma forma de gobierno que otras provincias canadienses, con su Teniente-Gobernador - que representa a la monarquía, actualmente el rey Carlos III -, el Premier (o primer ministro), y una legislatura unicameral.
Durante muchos años, Saskatchewan ha sido una de las provincias de Canadá más de izquierdas, reflejando la voluntad de muchos de sus ciudadanos en cuestiones de alienación por los intereses del gran capital. En 1944 Tommy Douglas se convirtió en premier y estableció el primer gobierno socialista regional de Norteamérica. La mayor parte de sus MAL (Miembros de la Asamblea Legislativa) representaban a pequeños pueblos y predios rurales. Bajo su Cooperative Commonwealth Federation (CCF), el gobierno de Saskatchewan haría de ésta la primera provincia en contar con servicio de atención médica general. En 1961, Douglas abdicó de su cargo para convertirse en la primera figura política federal del Nuevo Partido Democrático.

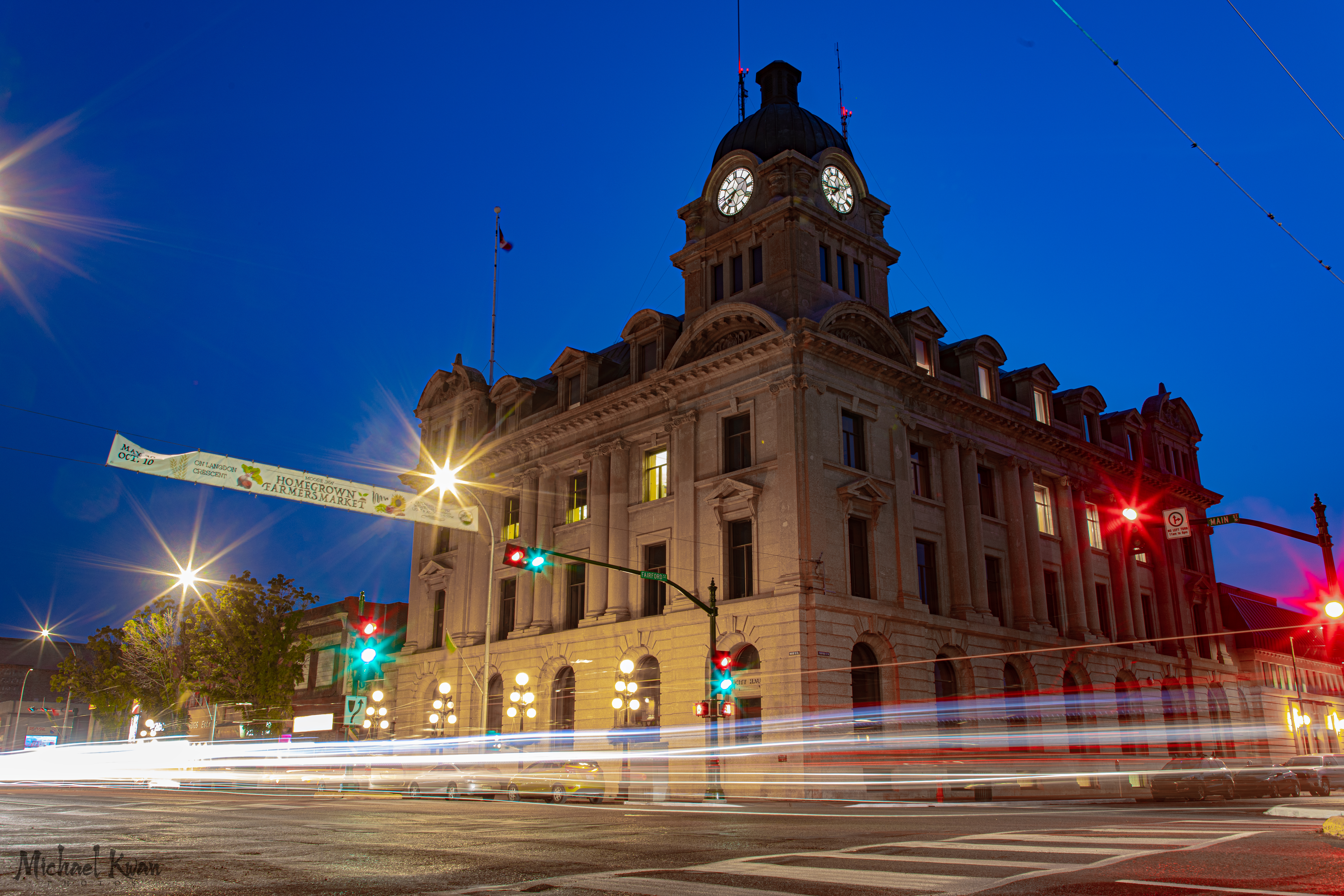
Sede del Gobierno Municipal de la ciudad de Moose Jaw

A lo largo del período de posguerra, la CCF y sus sucesores, los Nuevos Demócratas de Saskatchewan, dominaron el campo político de la mano de Douglas Allan Blakeney, y Roy Romanow, todos sirviendo como premiers durante un tiempo, y transformándose en figuras nacionales. La urbanización desde la Segunda Guerra Mundial había alterado la economía provincial al despojarla de su base agrícola, lo que ocasionó una ligera emigración de los campos a la ciudad. Como resultado, hubo un correspondiente cambio en la ideología del NDS, que pasó a preocuparse más de los asuntos urbanos que de los rurales.
El Partido Liberal de Saskatchewan fue el principal en el poder durante gran parte de los primeros años de vida de la provincia, gobernando de 1905 a 1929 y de 1934 a 1944. Emergió nuevamente en 1964, pero se volvió insignificante tras la derrota del gobierno liberal de Ross Thatcher en 1971. El Partido Progresivo Conservador de Saskatchewan encabezado por Grant Devine, reemplazó gradualmente a los liberales como el nuevo rival del NDS, consiguiendo una apabullante victoria en la «Matanza del lunes por la noche» (Monday Night Massacre) de 1982. No obstante, la popularidad de los conservadores cayó en picado a causa de los grandes déficits, aliándose con el gobierno federal de Mulroney en 1991. Muchos miembros de la Asamblea Legislativa, incluyendo a algunos ministros de gabinete, fueron declarados culpables de apropiación de fondos públicos, por lo que el Partido Conservador fue suspendido, aunque recientemente ha anunciado su intención de prsentarse a la próxima elección provincial.

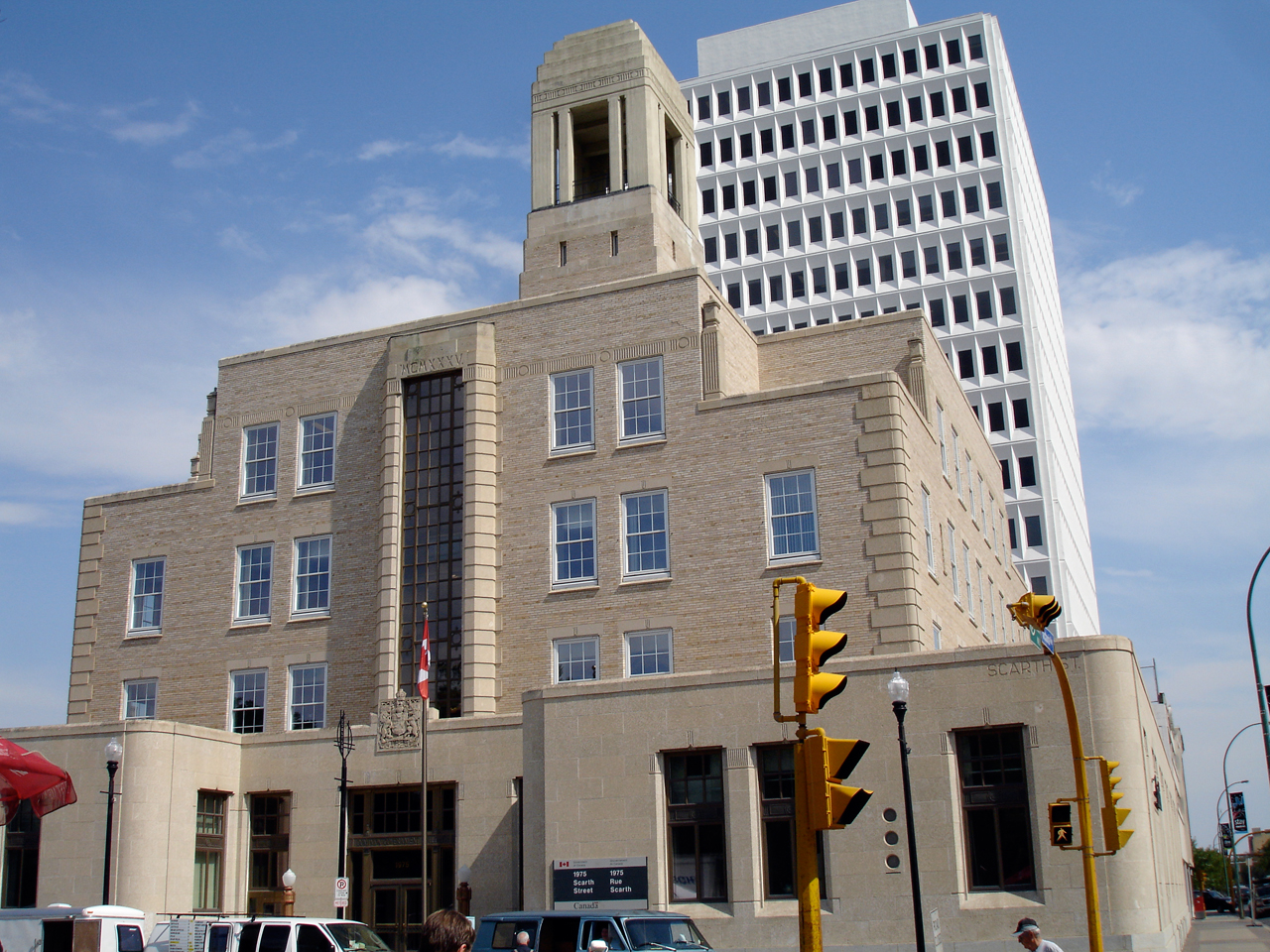
Edificio del Gobierno Federal en Regina

Actualmente, la oposición oficial en la provincia la representa el Partido de Saskatchewan, una nueva facción política fundada en 1997 y que comprende a los antiguos simpatizantes de los Tories, a los primeros liberales e incluso a algunos neodemócratas frustrados por la incapacidad de evolución del NDS en materia de economía y población. El actual premier de Saskatchewan es el neodemócrata Lorne Calvert, cuyo gobierno fue reelecto en la elección general de la provincia en 2003, por la mínima mayoría posible: el NDS obtuvo 30 de los 58 escaños de la Asamblea Legislativa y el PS los 28 restantes. Los primeros representan a ciudades y pueblos, y los segundos se centran mayoritariamente en la defensa del ámbito rural. Las «Primeras Naciones» y los Métis se hallan involucrados en la política y otras instituciones pero su representación es muy escasa. Un largo debate entre los círculos académicos canadienses gira en torno a si la extensión del sufragio a las «Primeras Naciones» inadvertidamente «regulariza» su papel de miembro de las naciones que han firmado tratados internacionales con la Corona en momentos en los que la etnia local era diferente.
Además de los tres largos períodos del NDS como gobierno provincial, Sakatchewan se inclina más hacia la derecha en la política federal. De las 14 dependencias federales de la provincia, 12 son comúnmente ocupadas por miembros conservadores del Parlamento. Mientras que Sakatchewan dispone de una mayoría gubernamental del NDS, el NDS federal ha sido desplazado de la provincia durante dos elecciones consecutivas. Los únicos liberales son el ministro de Finanzas Ralph Goodale, y Gary Merasty, primer Jefe Supremo del Consejo Superior de Prince Albert, cuya elección trajo a flote alegaciones de un posible fraude.

### División administrativa

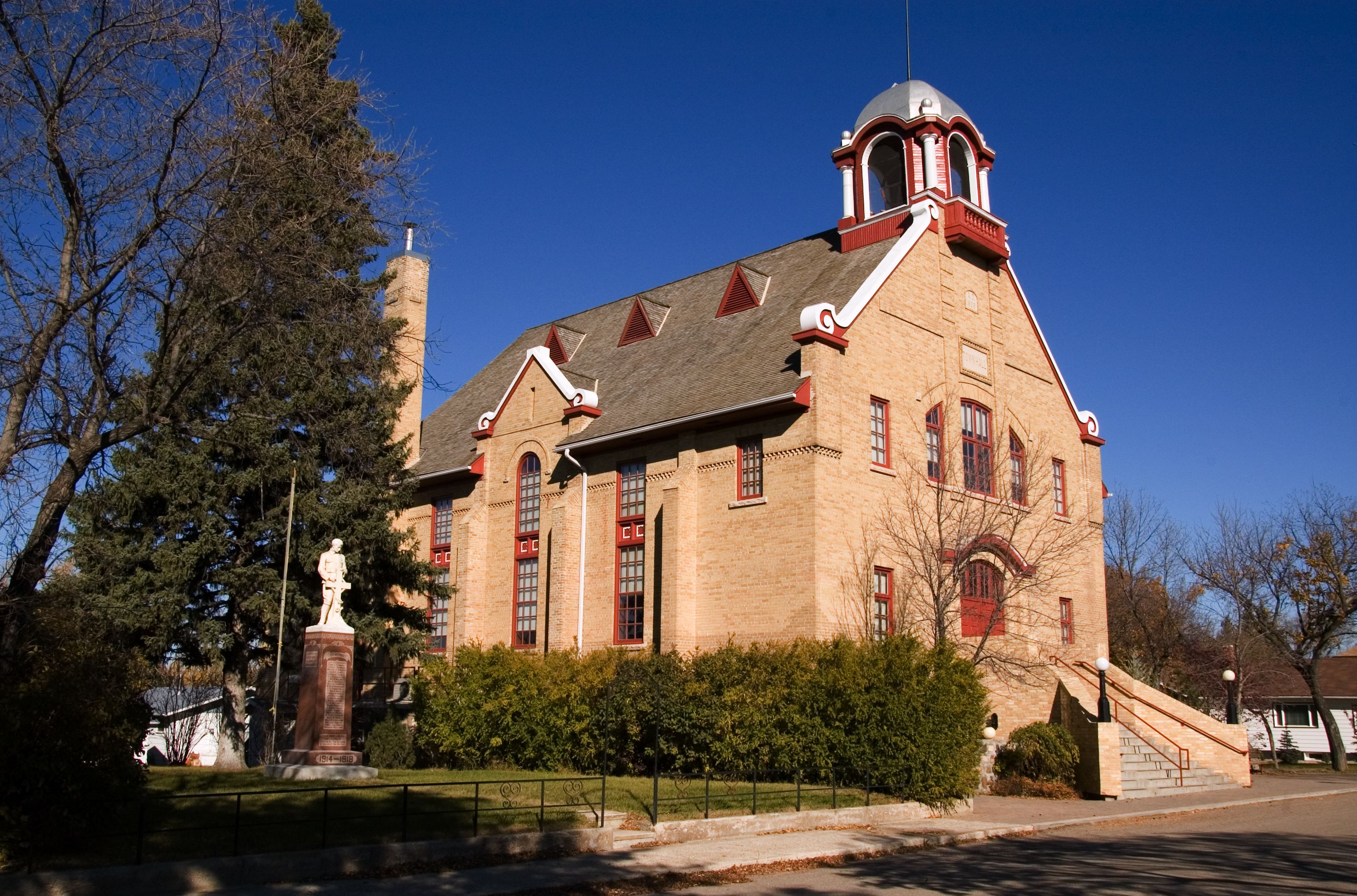
Sede del gobierno municipal de Wolseley

Por debajo del nivel provincial de gobierno, Saskatchewan se divide en municipios urbanos y rurales. El Ministerio de Relaciones Municipales del Gobierno de Saskatchewan reconoce tres tipos generales de municipios y siete subtipos: municipios urbanos (ciudades, pueblos, aldeas y aldeas turísticas), municipios rurales y municipios septentrionales (pueblos septentrionales, aldeas septentrionales y aldeas septentrionales) La mayor parte de la masa terrestre del norte de Saskatchewan se encuentra dentro del Distrito Administrativo del Norte de Saskatchewan, que no está organizado. Las ciudades se forman bajo la autoridad provincial de la Ley de Ciudades (The Cities Act), promulgada en 2002 Las ciudades, aldeas, pueblos turísticos y municipios rurales se forman bajo la autoridad de la Ley de Municipios (The Municipalities Act), promulgada en 2005. Los tres subtipos de municipios septentrionales se forman bajo la autoridad de la Ley de Municipios Septentrionales (The Northern Municipalities Act), promulgada en 2010.
En 2016, los 774 municipios de Saskatchewan cubrían el 52,7% de la superficie de la provincia y albergaban al 94,8% de su población.
Estos 774 municipios son gobiernos locales «criaturas de la jurisdicción provincial» con personalidad jurídica. Uno de los propósitos clave de los municipios de Saskatchewan es «proporcionar servicios, instalaciones y otras cosas que, en opinión del consejo, son necesarias o deseables para todo o parte del municipio»[69]. Otros propósitos son: «proporcionar un buen gobierno»; «desarrollar y mantener una comunidad segura y viable»; «fomentar el bienestar económico, social y medioambiental» y «administrar sabiamente los bienes públicos».

### Municipios
Los diez municipios más poblados
| Municipalidad    | 2001    | 1996    |
| ---------------- | ------- | ------- |
| Saskatoon        | 196 811 | 193 653 |
| Regina           | 178 225 | 180 404 |
| Prince Albert    | 34 291  | 34 777  |
| Moose Jaw        | 32 131  | 32 973  |
| Yorkton          | 15 107  | 15 154  |
| Swift Current    | 14 821  | 14 890  |
| North Battleford | 13 692  | 14 051  |
| Estevan          | 10 242  | 10 752  |
| Weyburn          | 9534    | 9723    |
| Corman Park      | 8093    | 7142    |

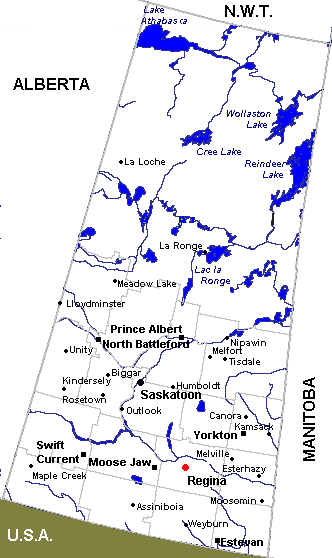
Mapa geográfico de Saskatchewan.

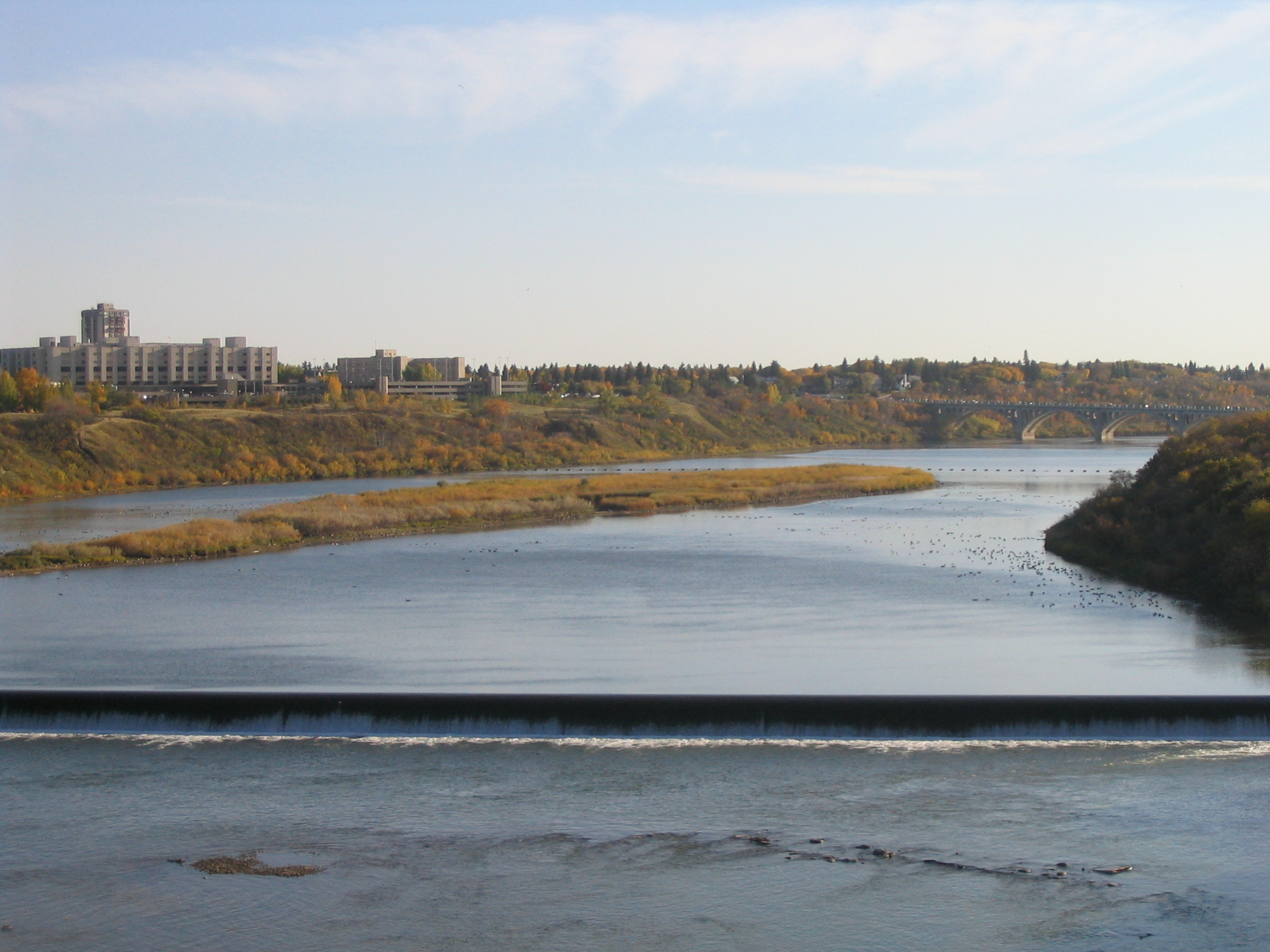
Río Saskatchewan.

La siguiente lista no incluye a Lloydminster, que tiene una población total de 23 632 habitantes y se extiende a ambos lados de la frontera con Alberta. De acuerdo con el censo de 2001, solo 7840 personas vivían en el sector perteneciente a Saskatchewan, lo que posicionaría a esta ciudad en el undécimo lugar respecto a los municipios más poblados de la provincia. Todas las comunidades relacionadas son consideradas ciudades por la provincia, con la excepción de Corman Park, que es una municipalidad rural. Los municipios de la provincia con una población de 5000 o más habitantes reciben oficialmente el estatus de ciudad.

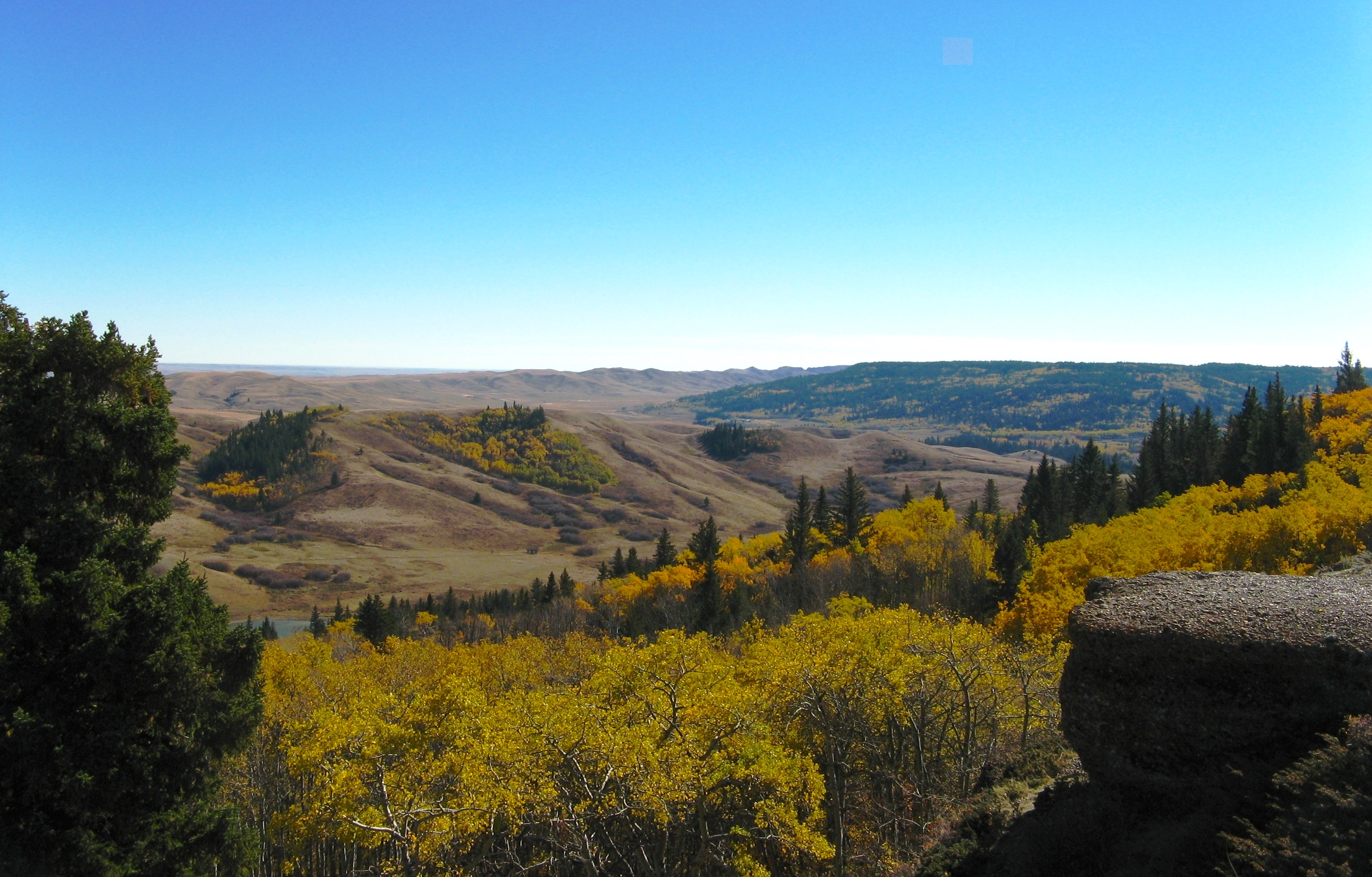
Parque interprovincial de Cypress Hills

## Geografía
A grandes rasgos, Saskatchewan tiene forma de trapecio, con un área de 588 276,09 km². Sin embargo, debido a su tamaño, los límites septentrional y meridional, que son segmentos de los paralelos 60° norte y 49° norte, respectivamente, presentan una curvatura apreciable. Además, el límite oriental de la provincia está parcialmente torcido en lugar de seguir un meridiano, cuando las líneas de corrección fueron ideadas por topógrafos antes del programa (1880-1928). Saskatchewan limita al oeste con Alberta, al norte con los Territorios del Noroeste, al este con Manitoba, y al sur con los estados estadounidenses de Montana y Dakota del Norte. Saskatchewan es la única provincia canadiense en la que ninguna de sus fronteras se corresponden con rasgos geográficos físicos. Es también una de las dos únicas provincias sin salida al mar, junto con Alberta.

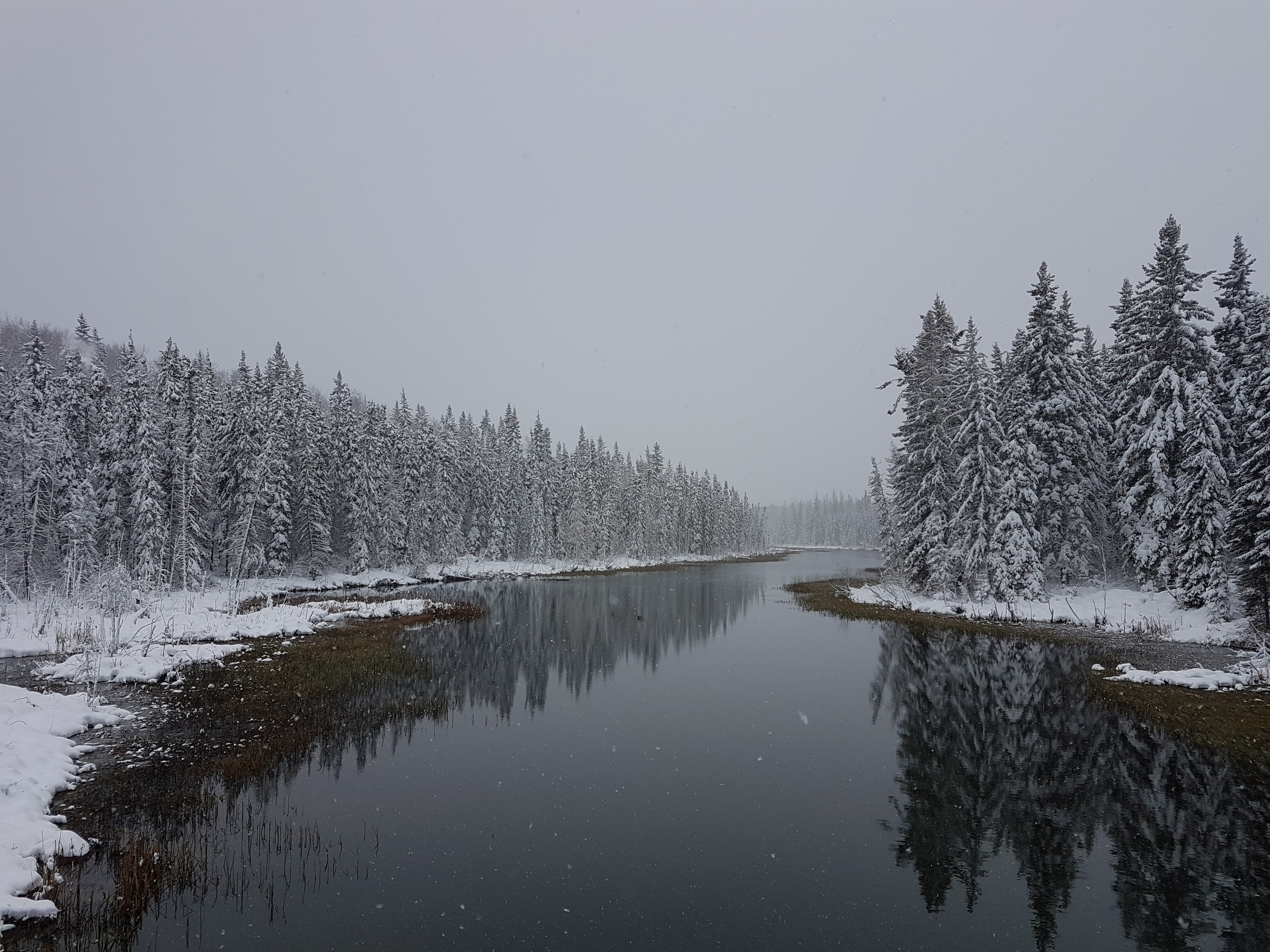
El Río Waskesiu en Invierno

Saskatchewan está formada por dos regiones naturales principales: el Escudo Canadiense en el norte y las Llanuras Interiores en el sur. El norte de Saskatchewan está cubierto principalmente por el bosque boreal excepto las Dunas de Arena del Lago Athabasca, las dunas de arena activas más grandes del mundo al norte del paralelo 58°, adyacentes a la orilla sur del lago Athabasca. El sur de Saskatchewan contiene otra área con dunas de arena conocidas como «las Grandes Colinas de Arena» que cubren 300 km². Las Colinas del Ciprés (Cypress Hills), localizadas en el borde sudoeste de Saskatchewan y Killdeer Badlands (Grasslands National Park) son áreas de la provincia que permanecieron sin congelarse durante el último período de glaciación.
El punto más alto de la provincia, a 1468 m s. n. m. (metros sobre el nivel del mar), está localizado en las Colinas del Ciprés. El punto más bajo, con 213 m s. n. m., está en la orilla de lago Athabasca en el extremo norte. La provincia tiene nueve cuencas hidrográficas distintas formadas por varios ríos que desembocan en aguas del océano Ártico, y bahía de Hudson.

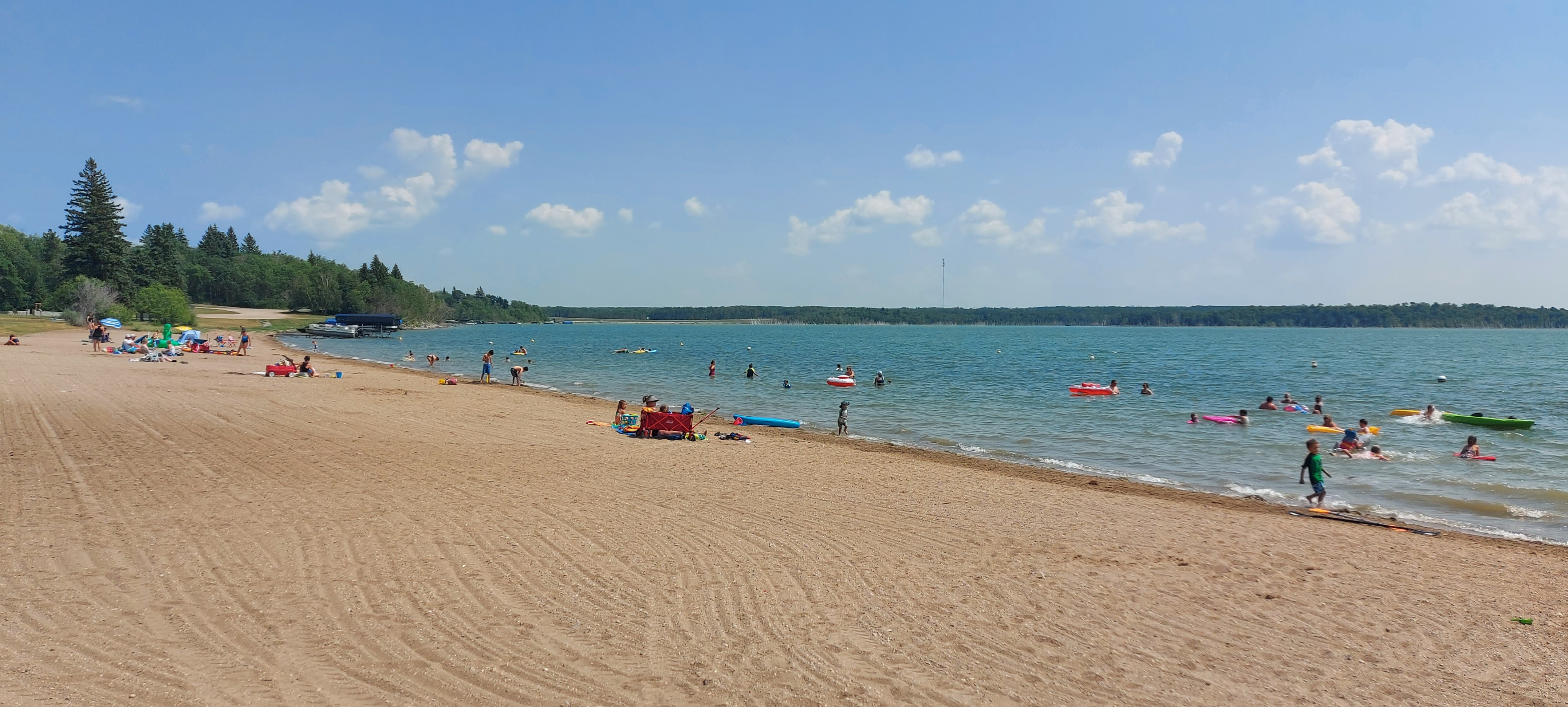
Una playa de Saskatchewan

### Clima
Saskatchewan recibe más horas de sol que cualquier otra provincia canadiense. La provincia está alejada de cualquier masa de agua significativa. Este hecho, combinado con su latitud septentrional, le confiere un verano cálido, correspondiente a su clima continental húmedo (tipo Dfb de Köppen) en la parte central y la mayor parte de la parte oriental de la provincia, así como en las Colinas de los Cipreses; secándose a un clima estepario semiárido (tipo BSk de Köppen) en la parte suroccidental de la provincia. La sequía puede afectar a las zonas agrícolas durante largos periodos con precipitaciones escasas o nulas. Las zonas septentrionales de Saskatchewan -desde La Ronge hacia el norte- tienen un clima subártico (Köppen Dfc) con una estación estival más corta. 

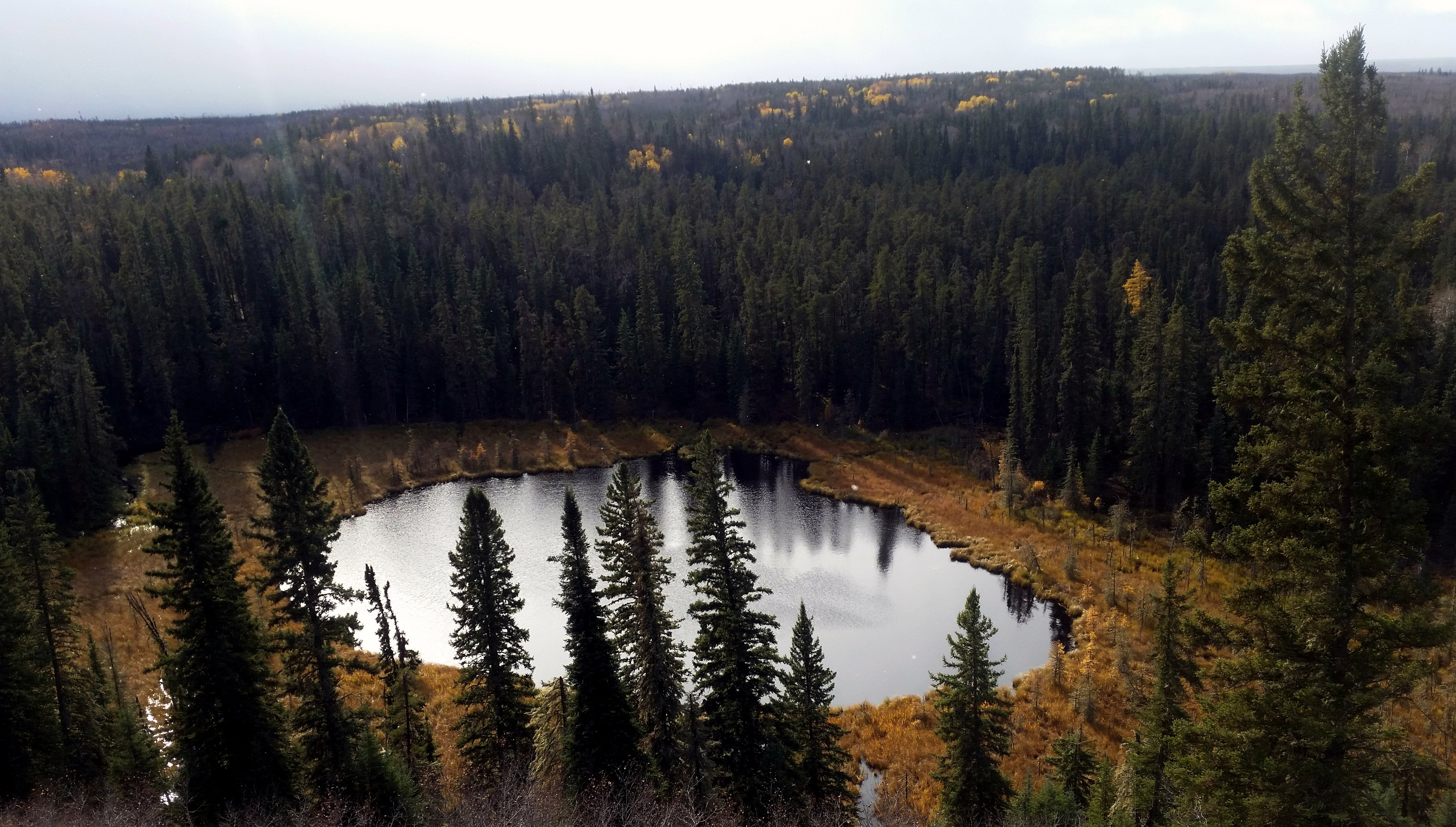
Parque provincial de Narrow Hills

Los veranos pueden llegar a ser muy calurosos, a veces por encima de los 38 °C (100 °F) durante el día, y con una humedad que disminuye de noreste a suroeste. Los vientos cálidos del sur soplan desde las llanuras y las regiones intermontanas del oeste de Estados Unidos durante gran parte de julio y agosto; durante la primavera y en septiembre suelen producirse masas de aire muy frescas o cálidas pero cambiantes. Los inviernos suelen ser muy fríos, con frecuentes descensos de aire ártico desde el norte, y con temperaturas máximas que no superan los -17 °C (1 °F) durante semanas. Suelen soplar vientos cálidos del oeste, que traen períodos de clima templado. La precipitación media anual oscila entre 30 y 45 centímetros en toda la provincia, y la mayor parte cae en junio, julio y agosto.
Saskatchewan es una de las zonas más activas en cuanto a tornados de Canadá, con una media de entre 12 y 18 tornados al año, algunos violentos. En 2012 se registraron 33 tornados en la provincia. El ciclón de Regina tuvo lugar en junio de 1912, cuando 28 personas murieron en un tornado F4 de la escala Fujita. En Saskatchewan se producen tormentas eléctricas graves y no graves, normalmente desde principios de primavera hasta finales de verano. El granizo, los fuertes vientos y los tornados aislados son frecuentes.
La temperatura más alta jamás registrada en Saskatchewan fue en julio de 1937, cuando se alcanzaron los 45 °C (113 °F) en Midale y Yellow Grass. La temperatura más fría registrada en la provincia fue de -56,7 °C (-70,1 °F) en Prince Albert, al norte de Saskatoon, en febrero de 1893.

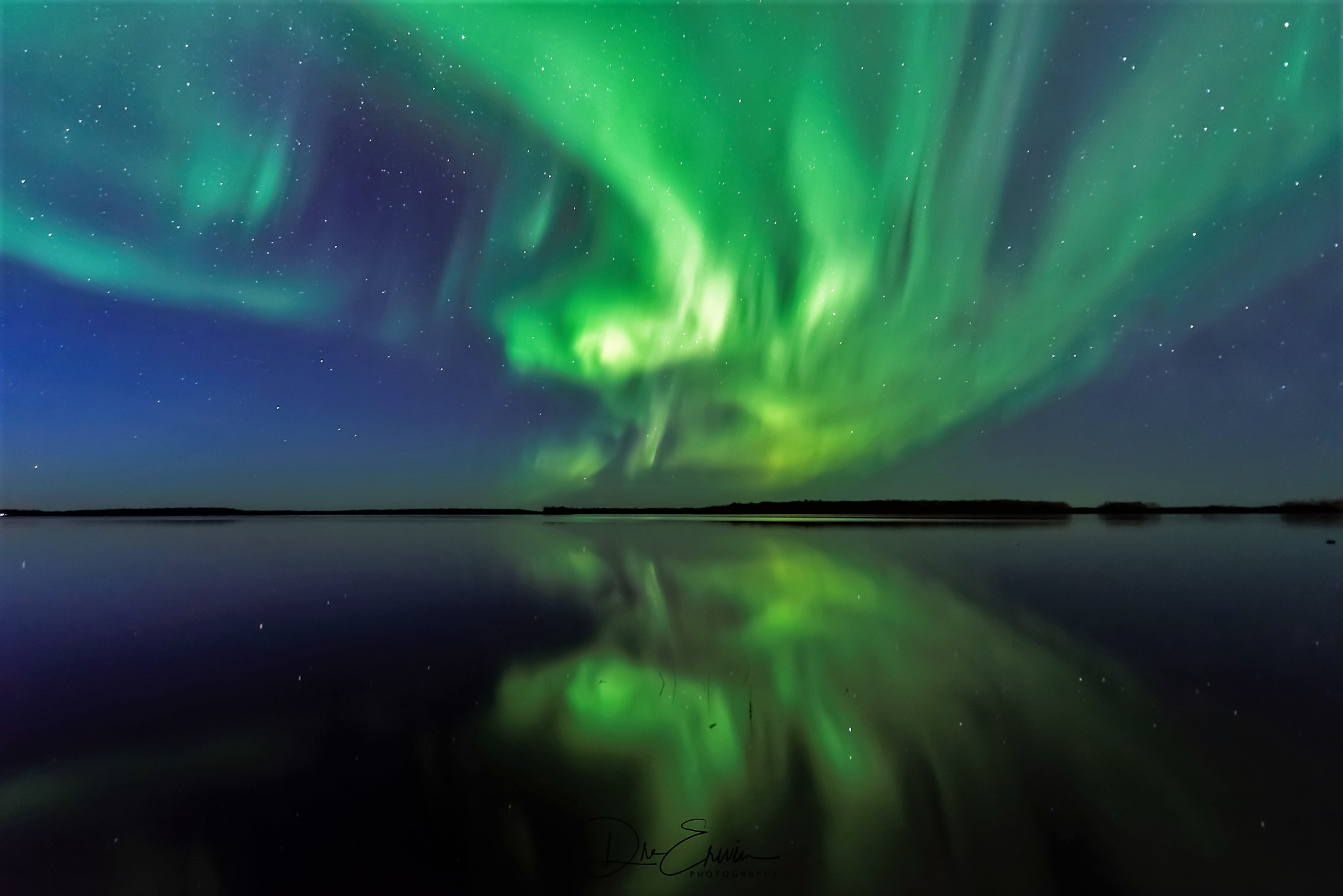
La Aurora Boreal en el Lago Pinehouse

Los efectos del cambio climático en Saskatchewan se observan ya en algunas zonas de la provincia. Los investigadores relacionan la reducción de la biomasa en los bosques boreales de Saskatchewan (al igual que en los de otras provincias de las praderas canadienses) con el estrés hídrico relacionado con la sequía, derivado del calentamiento global, muy probablemente causado por las emisiones de gases de efecto invernadero. Aunque estudios realizados ya en 1988 (Williams, et al., 1988) han demostrado que el cambio climático afectará a la agricultura, no está tan claro si los efectos podrán mitigarse mediante adaptaciones de las variedades o los cultivos. La resistencia de los ecosistemas puede disminuir con los grandes cambios de temperatura. El gobierno provincial ha respondido a la amenaza del cambio climático presentando un plan para reducir las emisiones de carbono, «El Plan de Energía y Cambio Climático de Saskatchewan», en junio de 2007.

### Geología

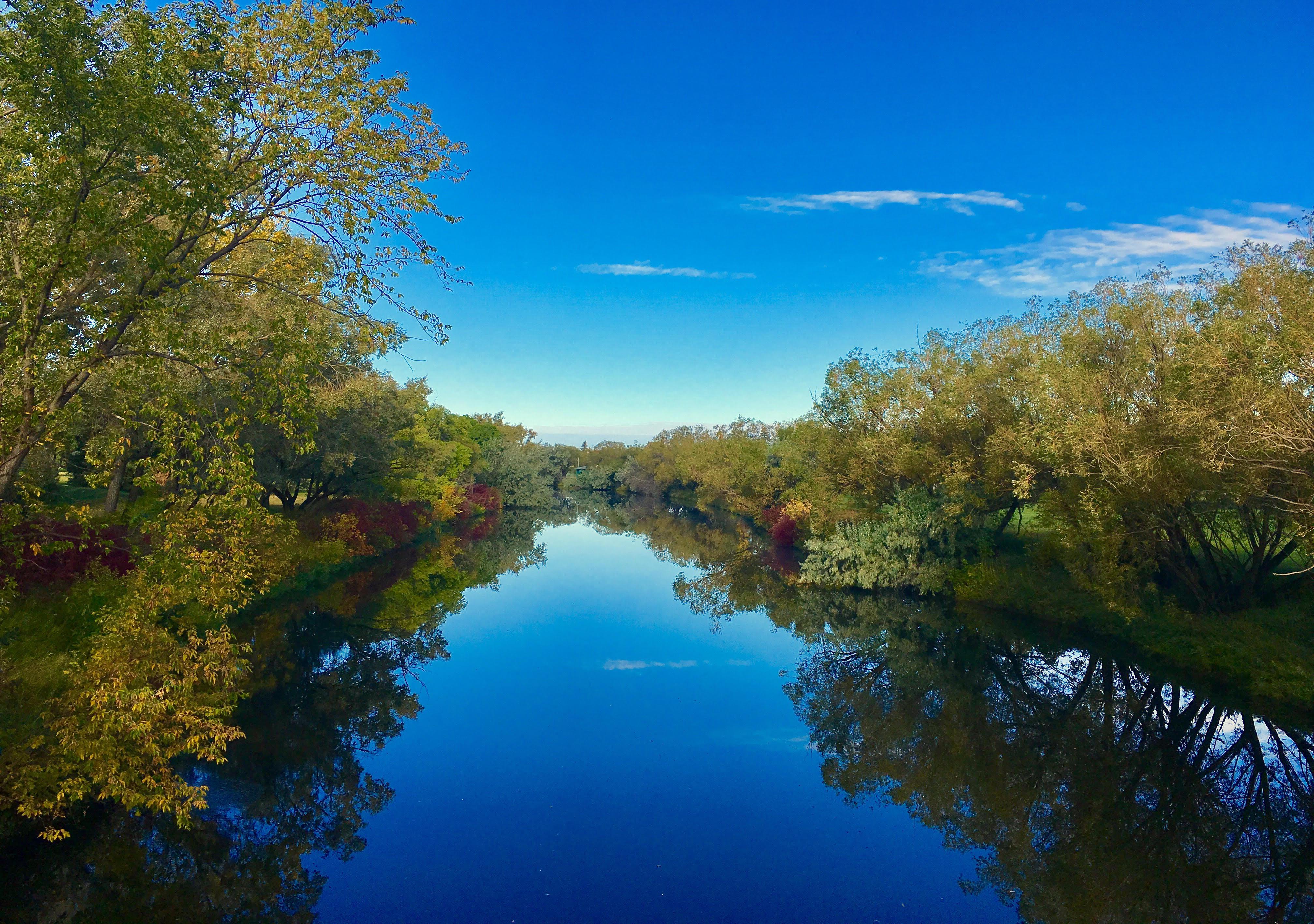
Wascana Creek

La geología de Saskatchewan puede dividirse en dos regiones geológicas principales: el Escudo Canadiense Precámbrico y la Cuenca Sedimentaria Canadiense Occidental Fanerozoica. Dentro del Escudo Precámbrico se encuentra la cuenca sedimentaria de Athabasca. Los impactos de meteoritos han alterado los procesos naturales de formación geológica. Las praderas se vieron afectadas más recientemente por fenómenos glaciares en el periodo Cuaternario.
El Escudo Canadiense, escudo precámbrico, conforma la geología del lecho rocoso en el que destacan rocas y lagos y una zona de bosque boreal. Hay zonas de transición entre la flora boreal y la de la tundra. El límite inferior del Escudo Canadiense atraviesa la provincia en diagonal desde los 57 grados de latitud en el noroeste hasta los 54 grados en el sureste. Tres orogenias formaron el escudo precámbrico: la orogenia Kenoran (Laurentiano-Algomanense), la orogenia Hudsoniana (Penokeana) y la orogenia Grenville. Hace entre 2.200 y 2.500 millones de años se produjo la orogenia Kenoran (Laurentiano-Algomanense). Hace 5.000 millones de años se produjo la Orogenia Kenorana, a la que se superpuso la Orogenia Hudsoniana hace entre 1.700 y 1.900 millones de años. La Tierra experimentó una tectónica Arcaica más caliente y volátil, que puso de manifiesto la actividad volcánica del arco insular y la formación de montañas.

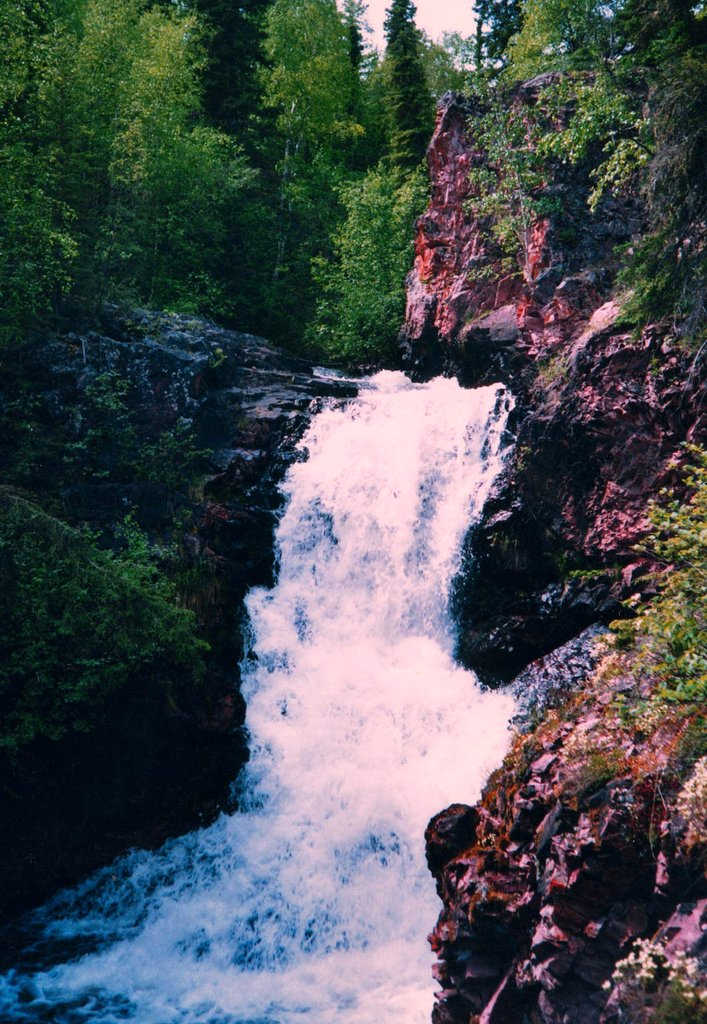
Saskatchewan tiene numerosas cascadas

El Orógeno Trans-Hudson se produjo cuando varios bloques continentales del Arcaico se unieron, incluyendo el Cratón Superior desde el sureste y el cratón Hearne-Rae desde el noroeste. En esta zona de colisión subyacía un microcontinente denominado Cratón Sask. La provincia canadiense de Grenville se produjo entre 1080 y 980 Ma y no afectó a la geología del Escudo Canadiense en Saskatchewan. La Orogenia Grenvilliana deformó gran parte del este de Canadá, e incluye la zona tectónica del frente de Grenville en Quebec y Labrador, el frente estructural de los Apalaches al sur entre lo que hoy denominamos los Grandes Lagos y Terranova.
El cinturón de piedra verde de Flin Flon, también denominado cinturón de piedra verde de Flin Flon-Snow Lake, es un cinturón de piedra verde precámbrico situado en la zona central de Manitoba y el centro-este de Saskatchewan, Canadá. Se encuentra en la porción central de la Orogenia Trans-Hudson y se formó por vulcanismo de arco durante la Era Paleoproterozoica.
La cuenca de Athabasca, una cuenca siliciclástica fluvial histórica con sedimentos de las montañas del Hudson con la rara secuencia marina ocasional. La cuenca de Athabasca se formó durante el Statheriano o Paleohelikiano hace 1.700 a 1.600 millones de años, cuando se depositaron sedimentos fluviales y marinos clásticos gruesos que contenían óxidos de oro, cobre, plomo, cinc y uranio. Los yacimientos de uranio de mayor calidad del mundo se encuentran en la discordancia entre estas capas clásticas y el lecho rocoso precámbrico. Las colinas de Athabasca Sand, protegidas por el Parque Provincial de las Dunas de Athabasca Sand, son una característica única del Escudo Canadiense. Las colinas se encuentran en el norte de Saskatchewan y bordean el lago Athabasca, que se extiende a ambos lados de la frontera entre Alberta y Saskatchewan.

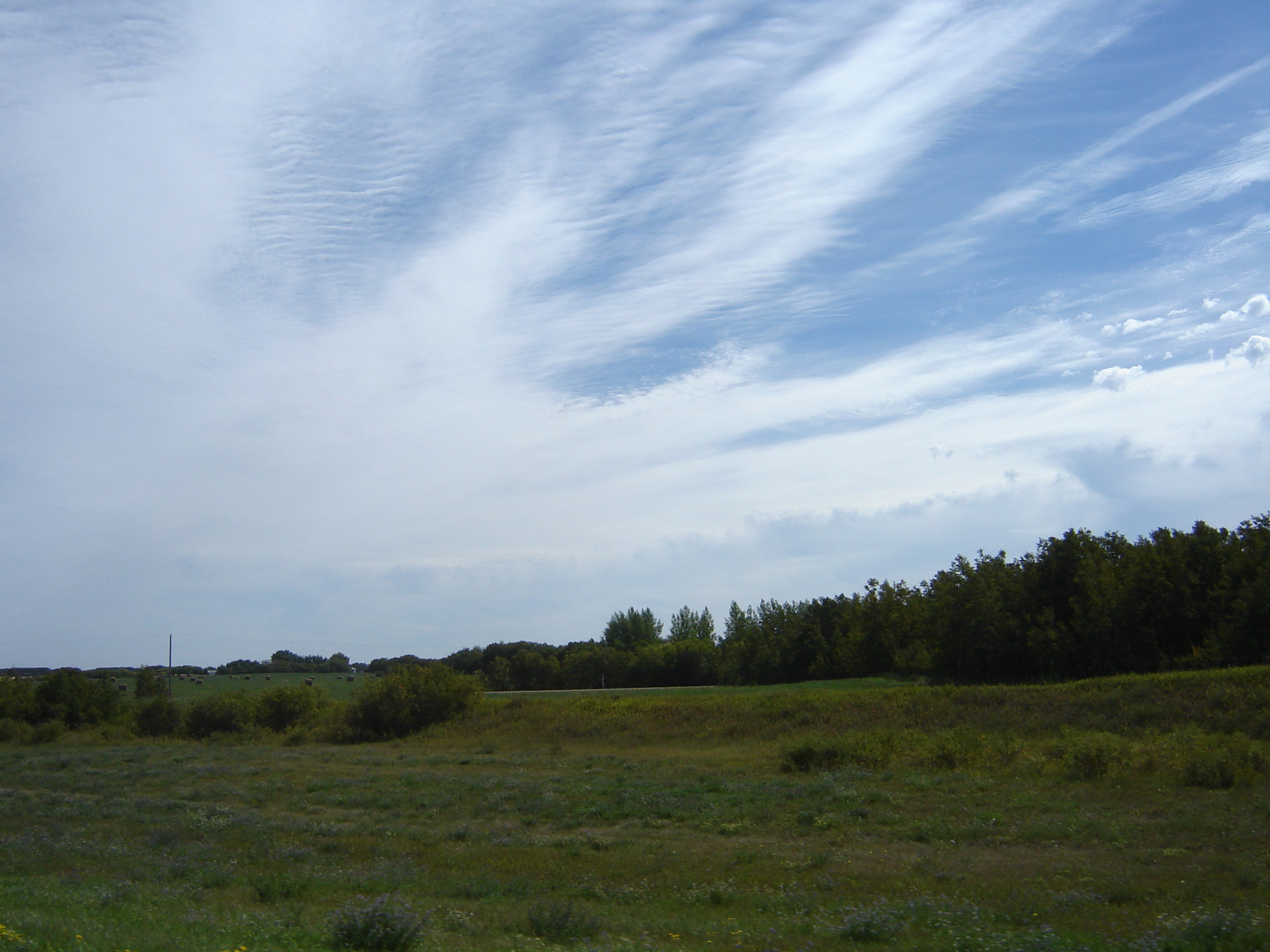
Valle Echo

La cuenca sedimentaria del oeste de Canadá tuvo tres fases de depósito que dependieron de la tectónica de placas de la época. Se determinó que la actual Norteamérica se asentaba sobre el supercontinente proterozoico Rodinia.
Este continente se separó hace unos 700 millones de años y formó otros continentes, uno de los cuales fue Laurentia o el Cratón Norteamericano. Laurentia se desplazó hacia el sur de la zona ecuatorial. Como este nuevo continente era más pequeño que Rodinia, tenía cierta superficie bajo el nivel del agua, incluida la zona designada como cuenca del Fanerozoico. El período Cámbrico 544-505 Ma a Mississippiano 362-320 Ma depositó clásticos de base, luego carbonatos de plataforma y evaporitas. Estos depósitos constituyen el origen de las evaporitas potásicas para la industria de la potasa. Laurentia comenzó a elevarse al final del Cámbrico. Se produjeron enormes inundaciones durante el Ordovícico Medio, entre 505 y 441 Ma. Laurentia se había desplazado de nuevo, y la región de Saskatchewan se encontraba ahora al norte del ecuador y algunos levantamientos dejaron la tierra al descubierto de nuevo. La reinundación en el Ordovícico tardío con aguas cálidas aumentó la sedimentación de carbonato cálcico y la vida marina.
Durante el Cuaternario, hace entre 2 y 3 millones de años, las praderas quedaron cubiertas por un glaciar, la capa de hielo de Laurentide.

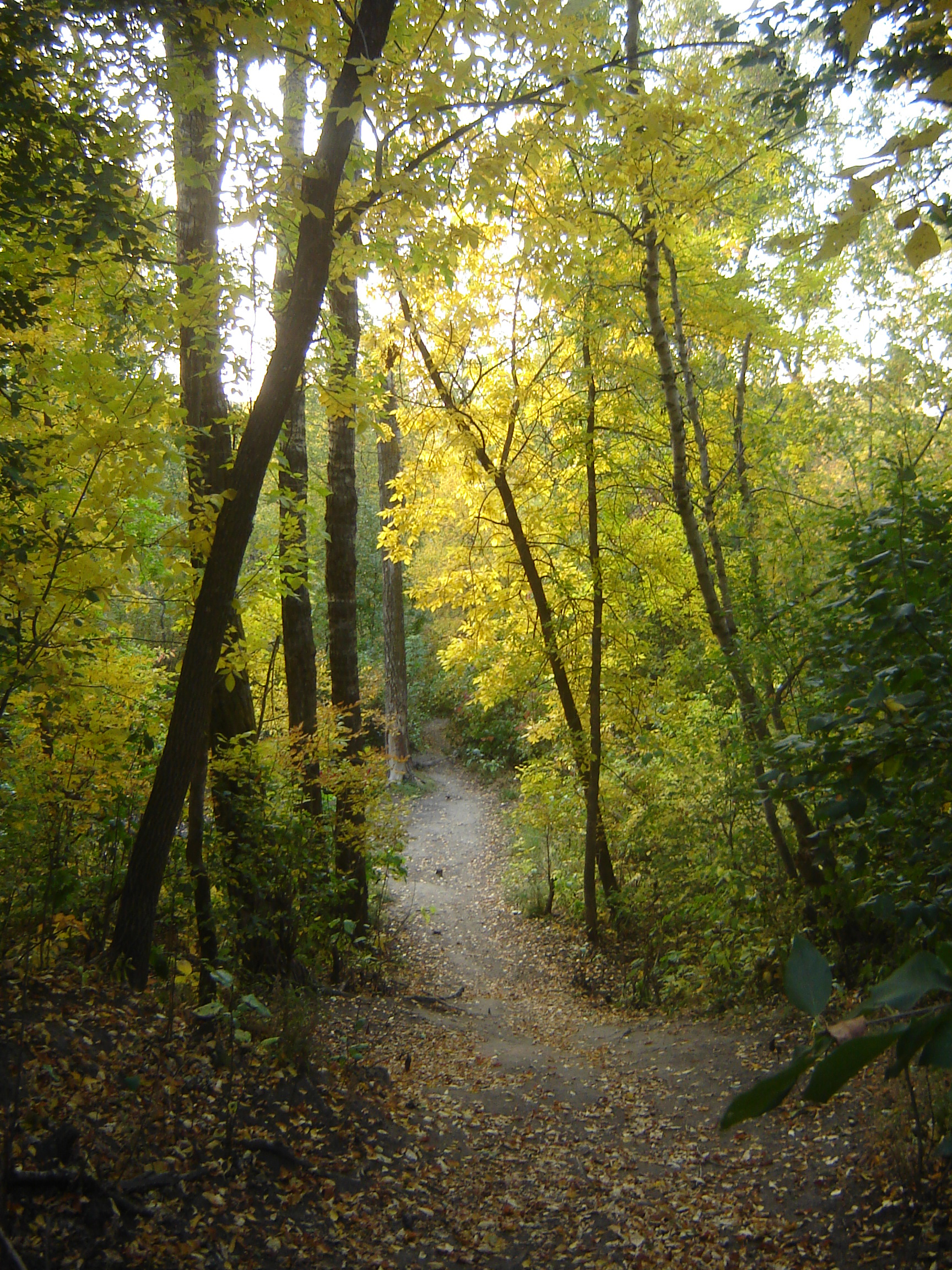
Un Bosque en Saskatchewan

### Flora
La flora autóctona de Saskatchewan incluye plantas vasculares, además de otras especies de plantas y organismos parecidos a las plantas, como algas, líquenes y otros hongos, y musgos. En Saskatchewan se han registrado especies de plantas no autóctonas establecidas fuera de los cultivos, algunas de las cuales siguen siendo beneficiosas para la jardinería y la agricultura, mientras que otras se han convertido en malas hierbas invasoras y nocivas. Saskatchewan se ha comprometido a proteger las especies en peligro en Canadá. 
La estación de crecimiento se ha estudiado y clasificado en zonas de rusticidad de las plantas en función de la duración de la estación de crecimiento y de las condiciones climáticas. Los factores biogeográficos también se han dividido en zonas vegetativas, reinos florísticos, zonas de rusticidad y ecorregiones en todo Saskatchewan, y la vegetación natural varía en función de la elevación, la humedad, el tipo de suelo, las formas del terreno y el clima. El estudio de la etnobotánica descubre la interrelación entre los seres humanos y las plantas y las diversas formas en que la gente ha utilizado las plantas por motivos económicos, alimentarios, medicinales y tecnológicos. El Gobierno de Saskatchewan ha declarado 3 plantas autóctonas símbolos provinciales.
Saskatchewan posee un clima continental y las variaciones estacionales de temperatura hacen que el periodo vegetativo sea corto. Por término medio, la provincia soporta entre 159 y 160 días sin heladas; en el extremo norte, esa cifra disminuye a entre 85 y 95. En 1967, científicos canadienses crearon un mapa en el que se esbozaban las zonas de rusticidad de las plantas. Las zonas de rusticidad examinan gradaciones climáticas como la duración del periodo libre de heladas, las precipitaciones de verano, las temperaturas máximas de verano, las temperaturas mínimas de invierno y la velocidad del viento. El entorno más duro para las plantas es 0 y el más suave se clasifica como 8. Se correlacionaron los datos correspondientes a los requisitos de las plantas. Un examen de este tipo orienta sobre la flora que puede sobrevivir a las condiciones geográficas de la zona de rusticidad. A finales del siglo XIX, un acontecimiento animó a los colonos a dedicarse a la agricultura. El trigo rojo Fife (Triticum aestivum) maduraba 20 días antes que otros trigos, lo que permitía a las plantas madurar antes de las heladas de otoño.

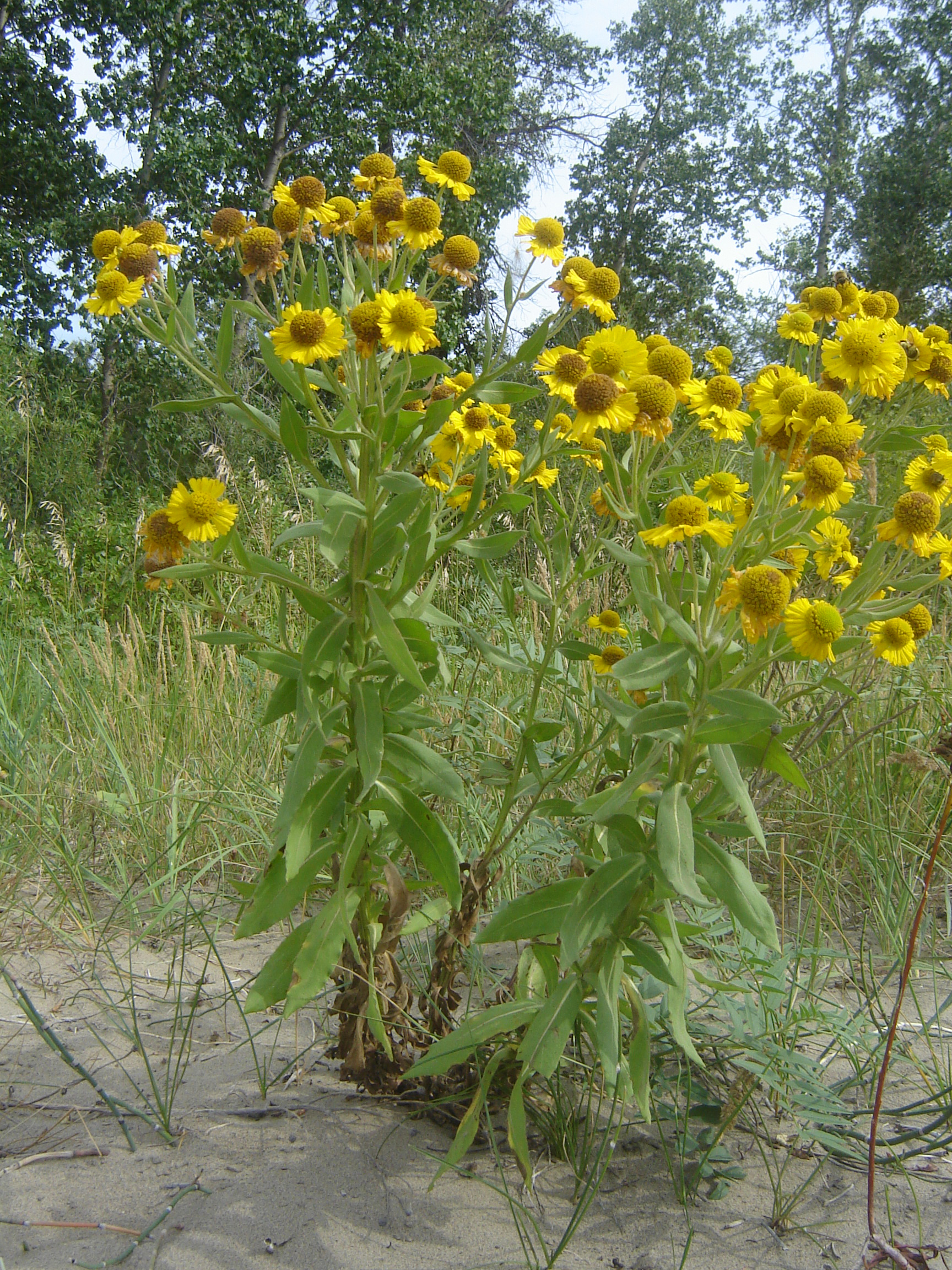
Flores asteráceas en Saskatchewan

Saskatchewan cuenta con 367 especies raras de plantas vasculares, de las cuales 135 están catalogadas como amenazadas.
El zapatito blanco (Cypripedium candidum) es la única planta en peligro de extinción local (extirpada). Entre las plantas en peligro se encuentran la verbena de arena (Abronia micrantha), la araña occidental (Tradescantia occidentalis), la criptantha minúscula (Cryptantha minima) y el chorlito de las praderas (Dalea villosa). Entre las plantas amenazadas se encuentra el berro de orejas de ratón (Halimolobos virgata) Estos dos informes ayudan a proteger las plantas: Species at Risk In SK y Rare Plant Survey Guidelines. Saskatchewan ha implementado la Ley de Control de Malezas para controlar las plantas introducidas en Saskatchewan que se han convertido en una amenaza para la biodiversidad natural, como el tártago de hoja (Euphorbia esula) Existen dos informes al respecto: Especies invasoras y Malezas nocivas de Saskatchewan.
Una ecorregión engloba los tipos de suelo y las similitudes del relieve. La ecozona del Escudo de Taiga en el extremo norte incluye la ecorregión de las tierras altas del lago Selwyn y las tierras altas del lago Tazin. Esta ecorregión tendría una vegetación generalmente correspondiente al bosque subártico. La ecozona del Escudo Boreal se divide a su vez en la llanura de Athabasca y las tierras altas del río Churchill, y esta zona del norte de Saskatchewan ha sido descrita por el Fondo Mundial para la Naturaleza como parte de la ecorregión de los bosques del Escudo Canadiense del Medio Oeste. La ecozona de las Llanuras Boreales comprende las ecorregiones de las Tierras Altas Boreales Medias, las Tierras Bajas Boreales Medias y la Transición Boreal. Más al sur se encuentra la ecozona de las praderas, formada por las ecorregiones de los parques de álamos, las praderas húmedas mixtas, los pastizales mixtos septentrionales y las tierras altas de cipreses. Las ecorregiones se dividen a su vez en zonas paisajísticas.
Varios factores biogeográficos contribuyen a la riqueza y diversidad de la flora de Saskatchewan. De norte a sur hay una gran variedad de zonas vegetativas. En el extremo norte se encuentran el bosque subártico y el bosque boreal septentrional. Al sur del límite arbóreo se encuentra el Bosque Boreal Meridional. Las praderas se dividen en praderas de álamos, praderas mixtas húmedas, praderas mixtas, praderas de cipreses y praderas de festuca. En el sureste de Saskatchewan se encuentran la Pradera Mixta Seca de la zona de Great Sand Hills y las Colinas de los Cipreses.
Hay muchas plantas autóctonas de Saskatchewan que se pueden preparar como verduras, infusiones, vino, mermeladas, siropes y harina. Otras plantas tienen cualidades medicinales. La cosecha de las distintas plantas varía. Los brotes y las hojas de algunas plantas se cosechan, mientras que las raíces y los tubérculos de otras se recogen como patatas. A la hora de localizar plantas autóctonas, es importante tener en cuenta en qué estación cosecharlas y qué hábitats buscar. En los bordes de los estanques pantanosos se puede ver la espadaña de hoja ancha o el nenúfar amarillo (Nuphar advena).

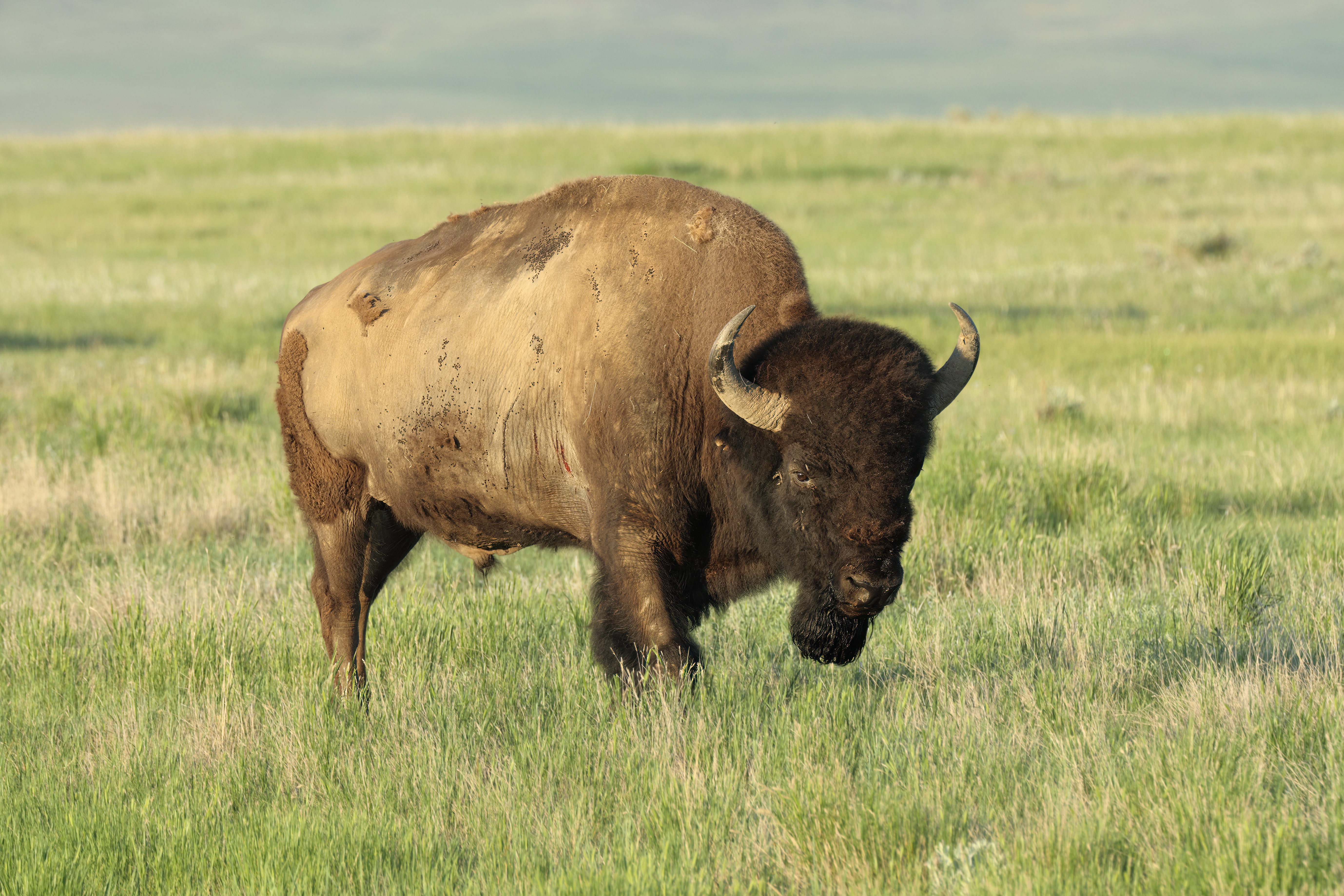
Un bison en Saskatchewan

### Fauna
La fauna de Saskatchewan incluye diversas especies animales terrestres y acuáticas. De entre la multiplicidad de invertebrados y vertebrados, se han elegido dos como símbolos de Saskatchewan. Los fósiles de vertebrados cenozoicos revelan la evolución geológica de las llanuras interiores y su biogeografía prehistórica. En la actualidad, los ecosistemas de Saskatchewan abarcan desde la tundra subártica del Escudo Canadiense, en el norte de Saskatchewan, hasta los parques de álamos temblones, los bosques canadienses centrales del centro de la provincia y las praderas de pastizales. La fauna habita en zonas únicas según sus necesidades específicas y variadas de reproducción, búsqueda de alimento y nidificación. Con una gran extensión de tierra y agua, y una densidad de población reducida, las ecorregiones de Saskatchewan ofrecen un hábitat importante para muchos animales, tanto en peligro como no. Los naturalistas que observan la fauna han enumerado poblaciones de fauna en disminución y en aumento. Defienden programas y métodos para preservar o reintroducir especies en peligro e identifican programas de control de los brotes de poblaciones de fauna. Una amplia diversidad de hábitats de fauna se conservan como parques y reservas que protegen las zonas de alimentación y cría de la fauna protegida y autóctona de Saskatchewan.

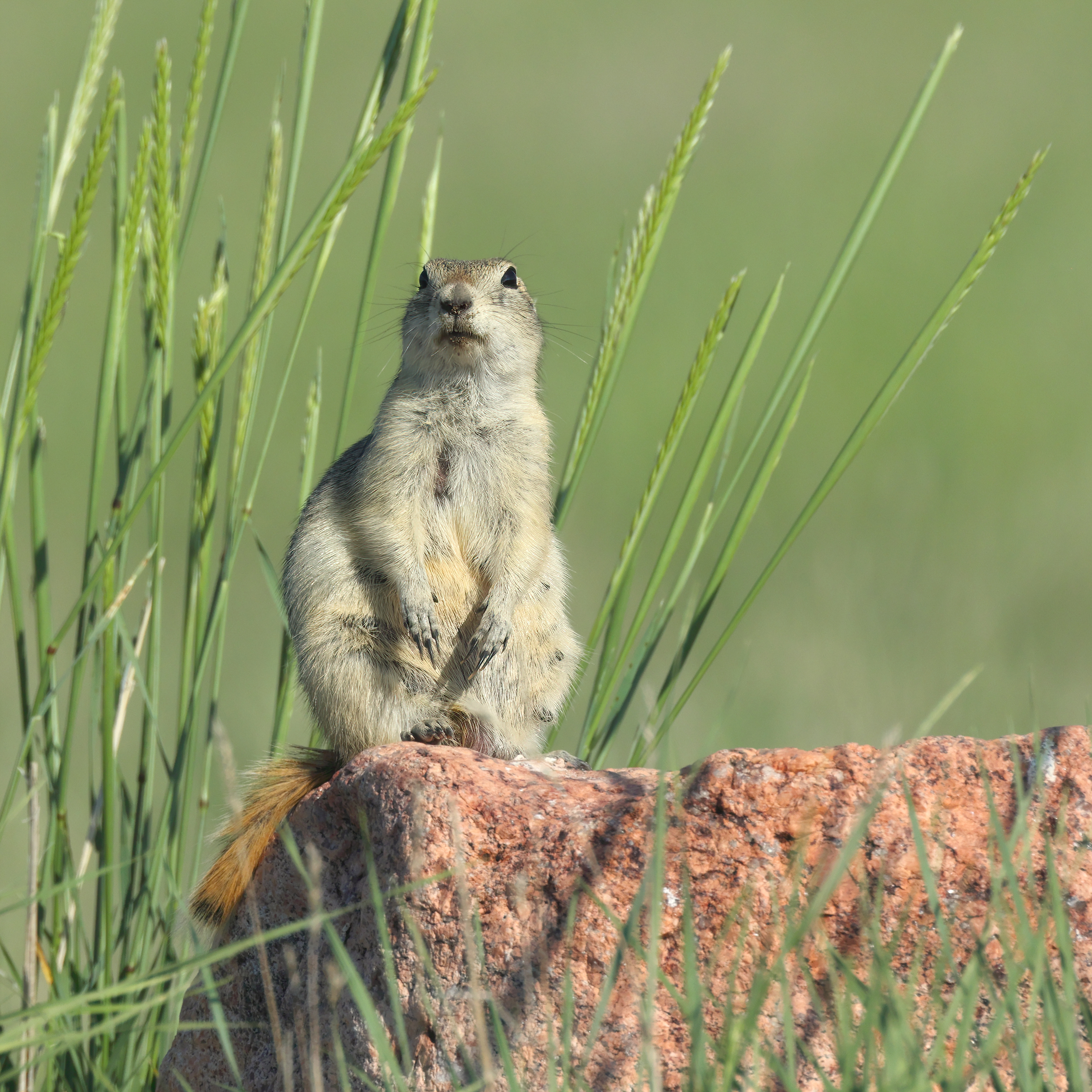
Una ardilla de Richardson (Urocitellus richardsonii) en el Parque nacional Grasslands

El urogallo de cola afilada (Pedioectes phasianellus jamesi) fue declarado símbolo de Saskatchewan en 1945. Desde 2001, el animal provincial es el ciervo de cola blanca (Odocoileus virginianus).
Se han descubierto fósiles datados en el Paleoceno, Eoceno, Oligoceno, Mioceno y Pleistoceno. Estos vertebrados cenozoicos incluyen mamíferos, anfibios y reptiles. También se han desenterrado fósiles de aves que datan del Eoceno (55,8±0,2 a 33,9±0,1 Ma) y del Mioceno (23,03 a 5,33 Ma). Históricamente, mamuts y mastodontes que emigraron de Eurasia a través del puente de Bering recorrían las llanuras. El oso negro, el Bison antiquus, el Bison latifrons, el gato montés, el Bos bison, el caribú, el guepardo, el mamut colombino, el alce, el oso pardo, el caballo, el elefante de la Edad de Hielo, la llama, el león, el alce, el camello de una joroba, el berrendo, el gato dientes de sable, el bisonte estepario (Bison priscus), el venado cola blanca y bura y el mamut lanudo poblaron las llanuras en épocas prehistóricas. El bisonte americano, comúnmente conocido como "búfalo" es el mamífero más grande y notable encontrado en Saskatchewan que se remonta a sus antepasados Bison antiquus, y Bison latifrons. Grandes reptiles como mosasaurios, plesiosaurios, ictiosaurios y tortugas marinas vivieron en los mares que cubrían Saskatchewan, también se desenterraron fósiles de Triceratops.
Las especies de mamíferos difieren entre las distintas ecorregiones de Saskatchewan. Hay seis órdenes de mamíferos placentarios que habitan en Saskatchewan. Son los murciélagos, los carnívoros (incluidos los pinnípedos), los artiodáctilos, los cetáceos, los insectívoros y los roedores (incluidos los lagomorfos).
Hay menos variedades de especies a medida que aumenta la elevación, lo que corresponde a las ecozonas de la Taiga y el Escudo Boreal y las Tierras Altas de las Colinas de los Cipreses. Los mamíferos que soportan el duro entorno del extremo norte de las ecozonas del Escudo Taiga, del Escudo Boreal y de la Llanura Boreal son el oso negro americano (Ursus americanus), el caribú de barrena (Rangifer tarandus groenlandicus), el alce occidental (Alces alces anderson), murciélago canario (Lasiurus cinereus), glotón (Gulo gulo), marta americana (Martes americana), lobo de bosque (Canis lupus occidentalis), zorro rojo (Vulpes vulpes), visón (Neovison vison), liebre de raqueta (Lepus americanus) y topillo dorsirrojo (Clethrionomys).

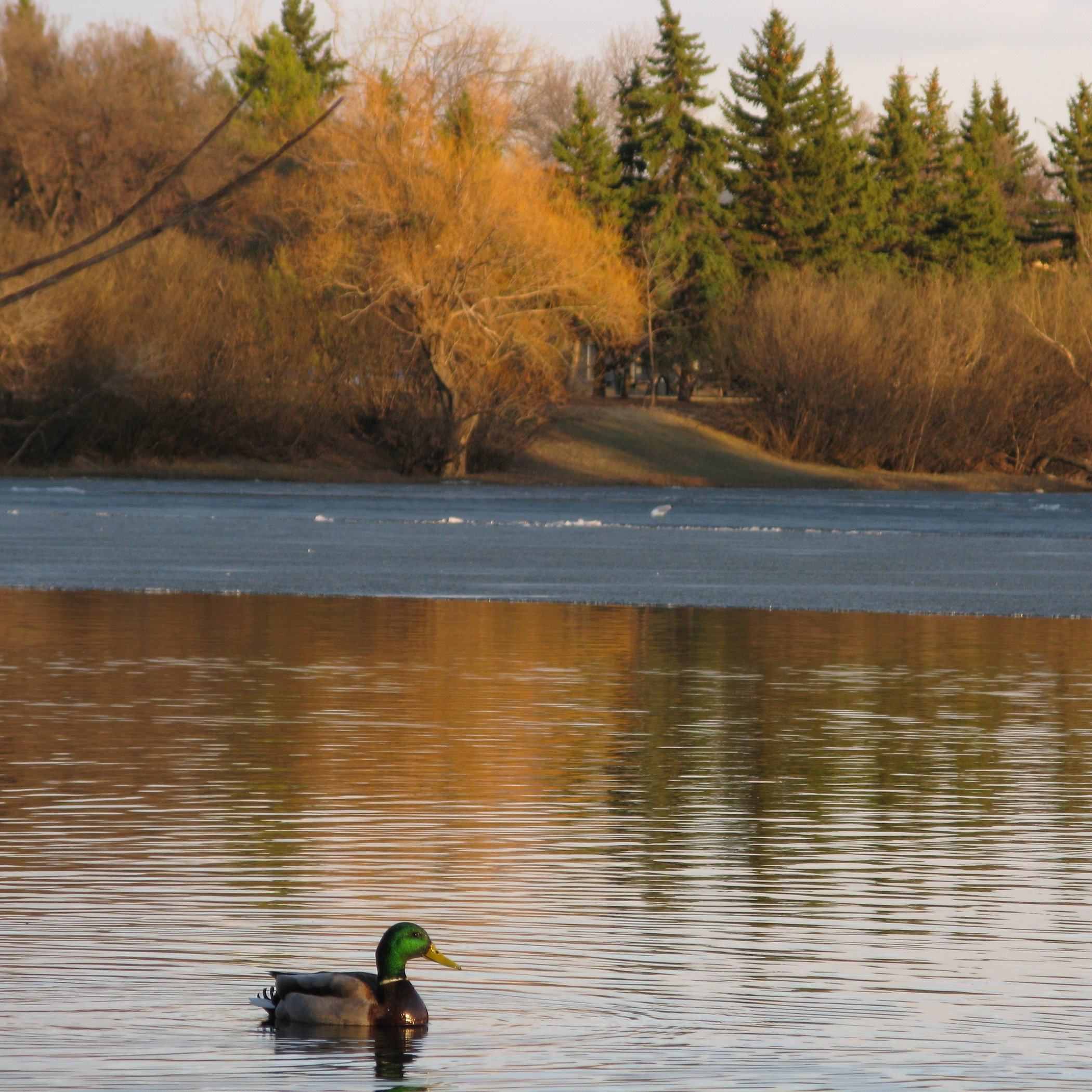
Pato de Collar (Anas platyrhynchos) en primavera, lago Wascana, Regina, Saskatchewan

La ecorregión de la llanura de Athabasca suministra líquenes como forraje de invierno para el caribú de bosque. El zorro ártico, como depredador, también se encuentra en esta región. Además de los mamíferos de la ecozona del Escudo de Taiga, en la ecozona del Escudo Boreal se encuentran la pequeña miotis parda (Myotis lucifugus), el lince canadiense (Lynx canadensis), el lobo maderero, el castor canadiense (Castor canadensis) y la rata almizclera (Ondatra zibethicus).
En Saskatchewan hay zonas de cría, invernada, migración, cría e invernada y zonas de estivada (no de cría) para 414 especies de aves.(registrado en 1998) Los migrantes siguen rutas migratorias que pueden determinarse mediante el anillamiento.
Búhos, urogallos y pinzones pasan el invierno en la provincia. Las especies de aves que pueden encontrarse en la ecozona del Escudo de Taiga septentrional, ecorregión de Selwyn Lake Upland, incluyen el gorrión de Harris (Zonotrichia querula), el picogordo de los pinos (Pinicola enucleator), el zorzal de mejillas grises (Catharus minimus), el gorrión molinero (Passer montanus), el urogallo del abeto (Dendragapus canadensis), la perdiz nival (Lagopus lagopus), la grulla común (Grus canadensis), las aves acuáticas y las aves playeras. Como parte de las tierras altas del lago Tazin, destacan el somormujo lavanco, el patiamarillo común (Tringa melanoleuca), el gorrión coroniblanco (Zonotrichia leucophrys) y el águila real (Aquila chrysaetos).  La ecorregión de la llanura de Athabasca, en el Escudo Boreal, es el lugar de reproducción del piquituerto de Bohemia (Bombycilla garrulus), el piquituerto aliblanco (Loxia leucoptera), la curruca del Cabo (Dendroica tigrina), el ganso canadiense (Branta canadensis) y la curruca capirotada (Dendroica striata). En la zona suroeste de la ecozona del Escudo Boreal se encuentra el altiplano del río Churchill, que cuenta con la segunda población más alta de águilas calvas (Haliaeetus leucocephalus).

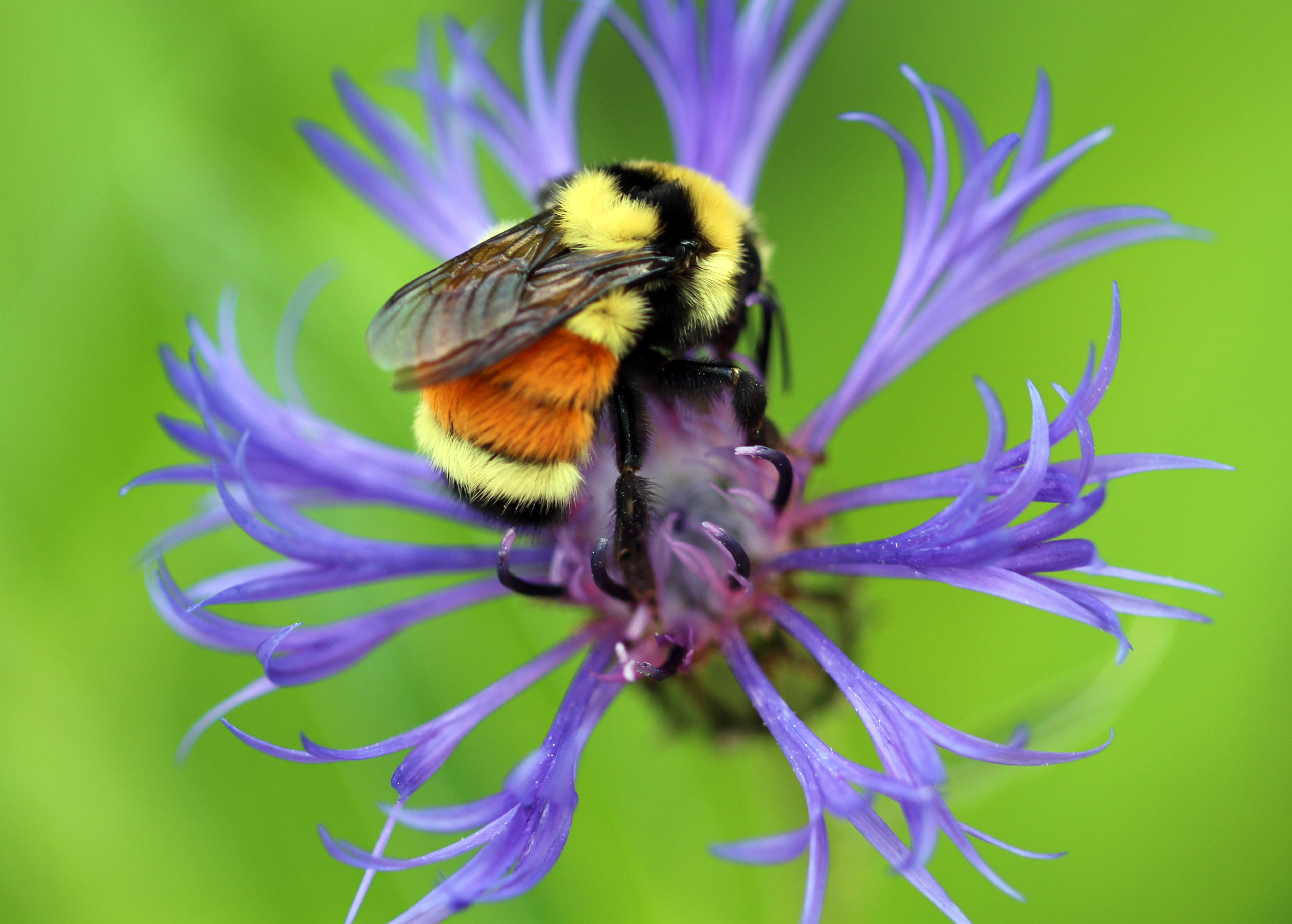
Un abejorro (Bombus) en una flor en Saskatoon

Los reptiles típicos de la ecorregión de pastizales mixtos son el lagarto cornudo (Phrynosoma), la serpiente de liga común (Thamnophis sirtalis), la tortuga mordedora común (Chelydra serpentina), y la serpiente de cascabel de las praderas, y la tortuga pintada occidental (C. p. bellii). Las ranas leopardo (Rana pipiens) y las ranas coro (Pseudacris) son anfibios típicos del Parque Nacional de los Pastizales.
La trucha lacustre (Salvelinus namaycush), el tímalo ártico (Thymallus arcticus), el carpincho blanco (Catostomus commersoni), el carpincho narigudo (Catostomus catostomus), la lota (Lota lota), el arenque de lago (Coregonus artedi), el pez blanco de lago (Coregonus clupeaformis), el lucioperca (Sander vitreus) y el lucio boreal (Esox lucius) son peces de los lagos de agua dulce de Saskatchewan. La perca (Perca flavescens) nada junto con el lucio del norte, el lucioperca y la trucha de lago en las tierras bajas del Medio Boreal. El esturión de lago (Acipenser fulvescens), el goldeye (Hiodon alosoides) y el búfalo de boca grande (Ictiobus cyprinellus) son especies de peces del río Saskatchewan.

## Economía

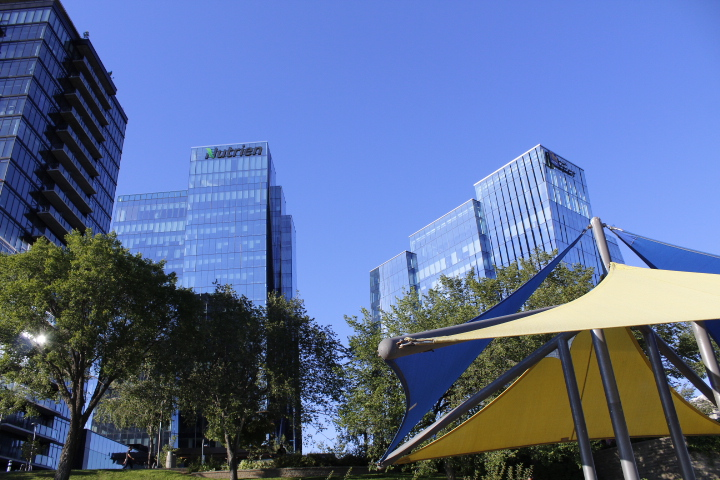
Edificios de Oficina en Saskatoon

La economía de Saskatchewan es tradicionalmente agrícola; sin embargo, la emergente diversificación ha propiciado que ahora esta actividad, junto a la forestación, la pesca y la caza constituyan tan solo el 6,8 % del PIB de la provincia. El trigo es el cultivo más común, y quizás el único representativo de Saskatchewan, pero también están presentes otros como colza, lino, centeno, avena, arvejas, lentejas, mijo, y cebada. Asimismo, la minería es de vital importancia para la provincia. Saskatchewan es el primer exportador mundial de potasa. En la zona septentrional la actividad forestal recobra cierta relevancia.
Saskatchewan es también el mayor proveedor de uranio del mundo, y abastece a la mayor parte del hemisferio occidental. La industria de este mineral es seguida de cerca por el gobierno provincial que avala su cotización en el mercado internacional.

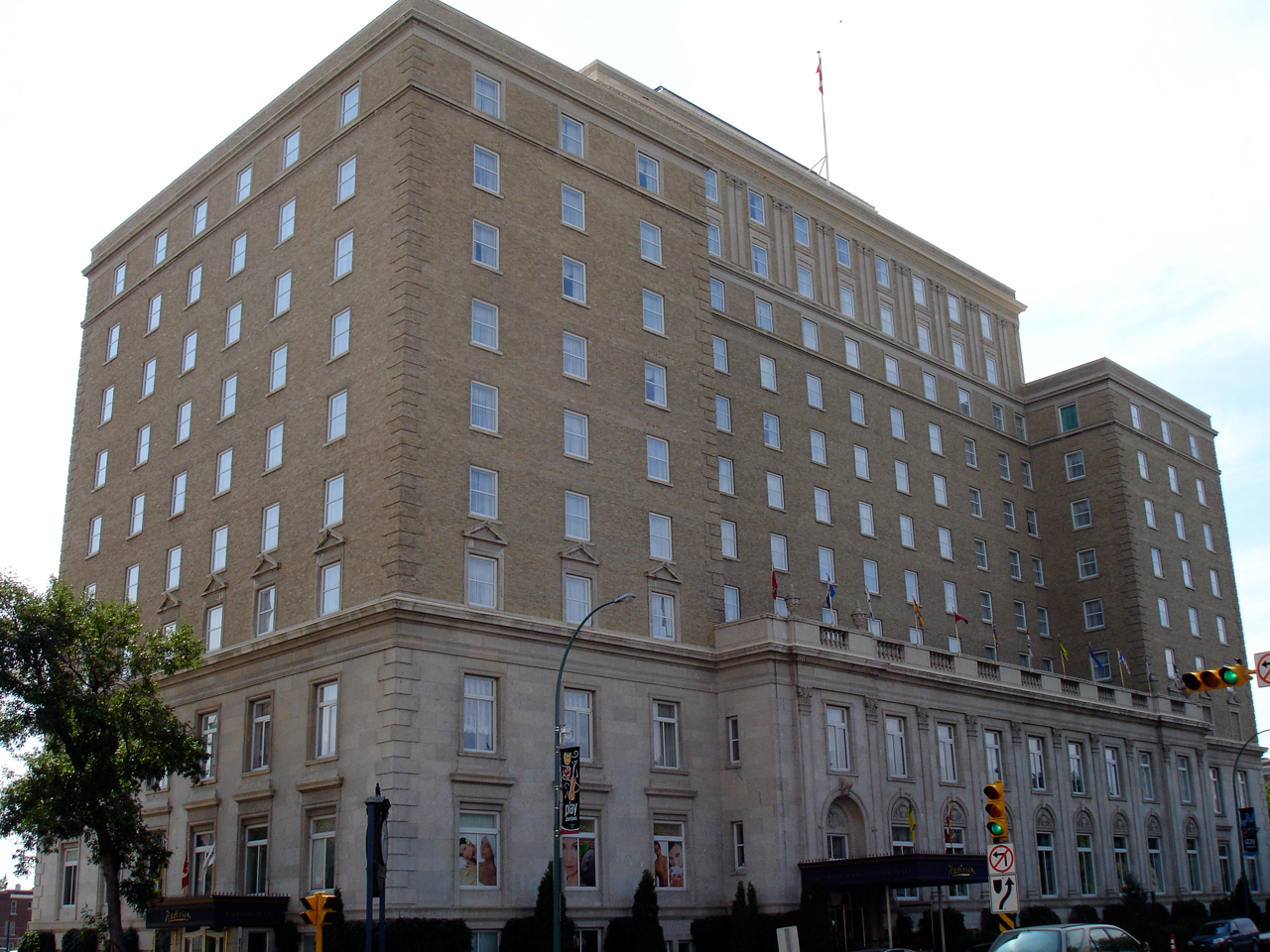
El Hotel Saskatchewan

El PIB de Saskatchewan era en 2003 de 32 000 millones de dólares canadienses, con sectores económicos que se dividían de la siguiente manera:
| Porcentaje | Sector                                         |
| ---------- | ---------------------------------------------- |
| 17,1       | Finanzas, Seguridad, Inmuebles y Arrendamiento |
| 13,0       | Minería y petróleo                             |
| 11,9       | Educación, Salud, y Servicios sociales         |
| 11,7       | Ventas al por mayor y al por menor             |
| 9,1        | Transporte, Comunicación y Servicios Públicos  |
| 7,7        | Manufactura                                    |
| 6,8        | Agricultura, Silvicultura, Caza y Pesca        |
| 6,5        | Servicios empresariales                        |
| 5,8        | Servicios gubernamentales                      |
| 5,0        | Construcción                                   |
| 5,3        | Otros                                          |

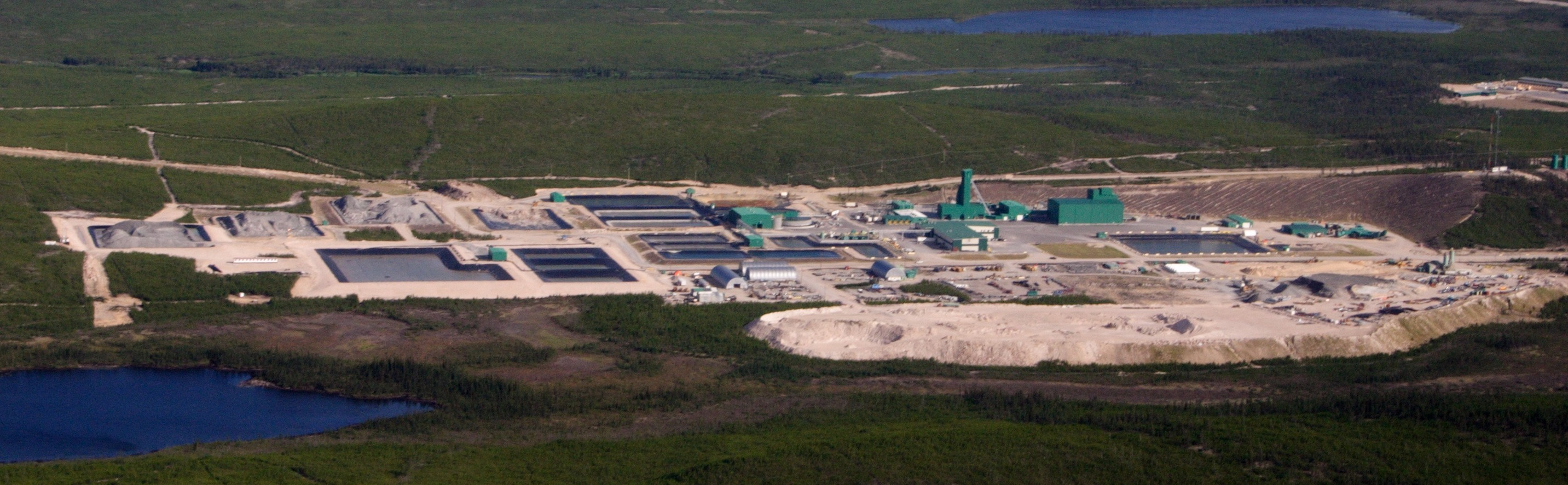
Mina de Uranio del Río McArthur

Las compañías importantes que se encuentran en Sasckatchewan son la Hill family's Harvard Developments, Viterra (previamente Saskatchewan Wheat Pool), la Concentra Financial Services, la metalúrgica Ipsco (aunque su base operacional se asiente en Lisle, un barrio de Chicago), la productora de maquinaria agrícola Brandt Industries, PotashCorp y Cameco.
La Crown corporation incluye a las entidades más destacadas de la provincia: SaskTel, SaskEnergy (proveedora de gas natural), y SaskPower. El Bombardier opera en el NATO Flying Training Centre (Centro de entrenamiento aéreo de la OTAN) en 15 Wing, próximo a Moose Jaw. Bombardier obtuvo un contrato a largo plazo a fines de los años 1990, por un monto de 2800 millones del gobierno federal, para la compra de material aeronáutico militar y la gestión de adiestramiento.

## Demografía
Aunque los habitantes de ascendencia europea componen la mayoría de la población, los aborígenes constituyen una minoría bastante considerable. Las etnias que no pertenecen a ninguno de los susodichos grupos son, en proporción, insignificantes.
| Gráfica de evolución de Saskatchewan entre 1901 y 2020 |
|                                                        |

Origen étnico
Nota: En el cuestionario del censo de 2001 un individuo podía hacer constar más de un origen étnico, por lo que la suma de las cifras que siguen sobrepasa el 100%.
- Alemanes 28,6 %
- Canadienses 25 %
- Ingleses 24,5 %
- Escoceses 17,9 %
- Irlandeses 14,5 %
- Ucranianos 12,6 %
- Franceses 11,4 %
- Primeras Naciones (indígenas americanos) 10,6 %
- Noruegos 6,3 %
- Polacos 5,3 %
- Métis (mestizos de europeos e indígenas) 4,2 %

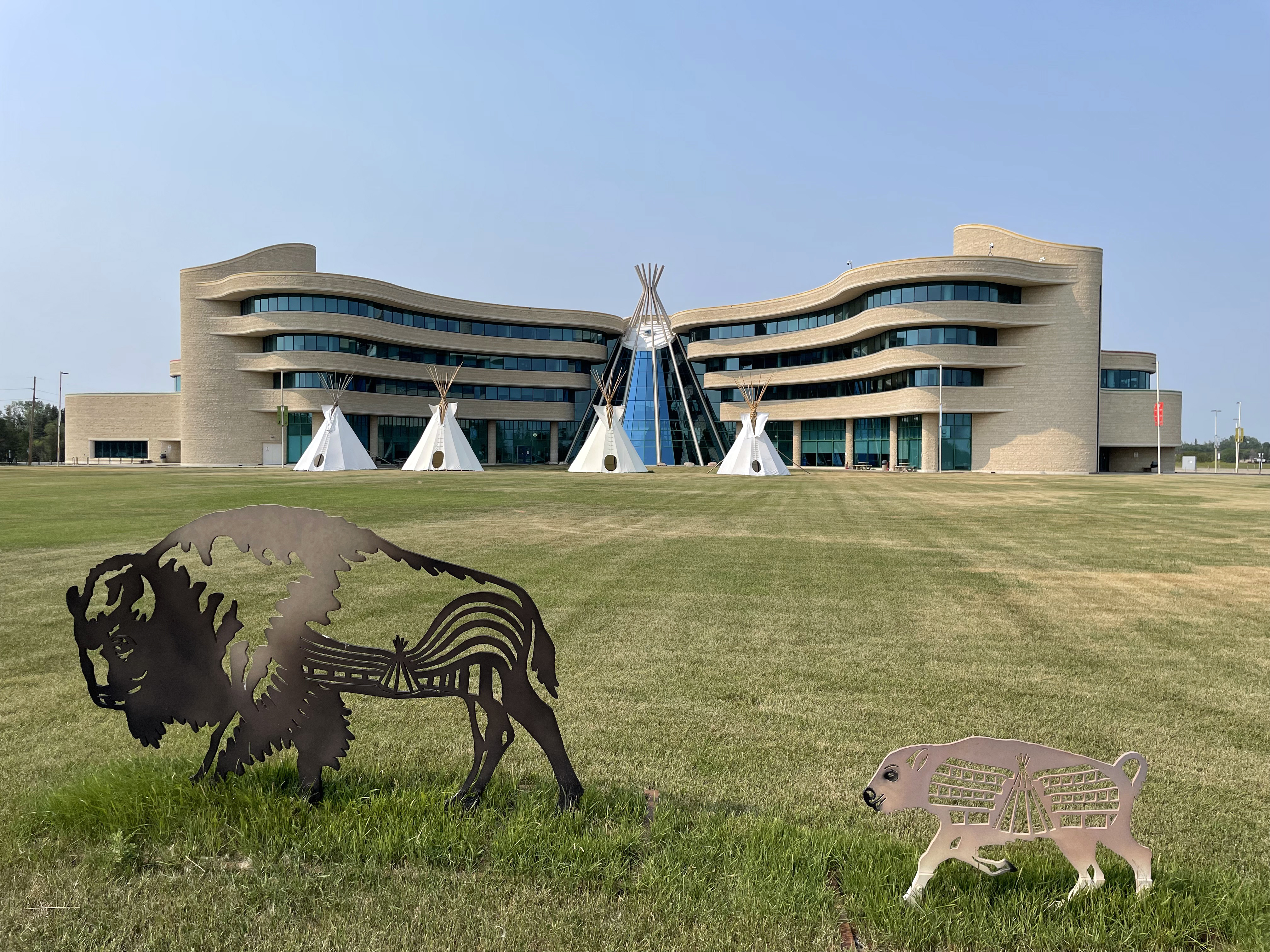
Universidad de las Primeras Naciones de Canadá en Saskatchewan

- Neerlandeses 3,4 %
- Suecos 3,1 %
- Rusos 2,9 %
- Húngaros 2,5 %
- Austríacos 1,5 %
- Galeses 1,4 %
- Estadounidenses 1,2 %
- Rumanos 1,1 %
- Daneses 1 %
- Chinos 1,0 %

### Educación
La primera educación en las praderas fue impartida dentro del grupo familiar de la Primera Nación o las primeras familias de comerciantes de pieles. Había solo unos pocos misioneros o escuelas de puestos de comercio establecidas en la Tierra de Rupert, más tarde conocida como los Territorios del Noroeste.
En 1886 se forman los 76 primeros distritos escolares de los Territorios del Noroeste y la primera reunión del Consejo de Educación. El gran incremento de la inmigración condujo a la formación de bloques étnicos. Las comunidades buscaban para sus hijos una educación similar a la de las escuelas de sus lugares de procedencia. Se construyen cabañas de troncos y residencias para las asambleas de la comunidad, escuelas, iglesias, bailes y reuniones.
Los prósperos años veinte y los agricultores que se establecieron con éxito en sus haciendas proporcionaron la financiación para regularizar la educación. Los libros de texto, las escuelas normales para profesores educados formalmente, los planes de estudio escolares y los programas arquitectónicos estatales de escuelas de arte proporcionaron continuidad cultural a toda la provincia. El inglés como lengua escolar ayudó a proporcionar la estabilidad económica al poder comerciar unos con otros. La Universidad de Saskatchewan fue fundada en 1907 y el número de escuelas de distrito individuales alcanzó aproximadamente las 5.000, a la altura del sistema educativo a finales de los años 1940.

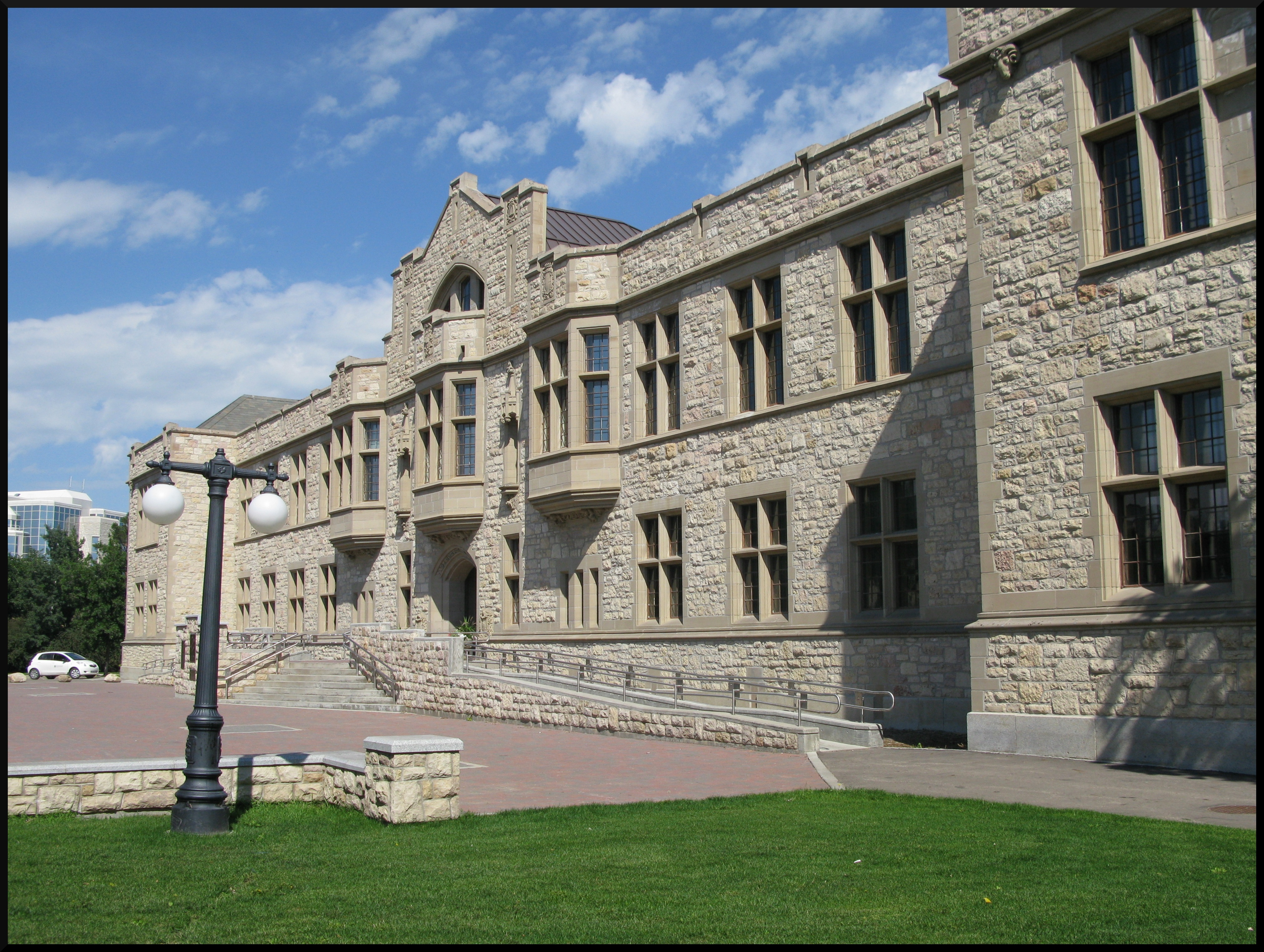
Universidad de Saskatchewan

Tras la Segunda Guerra Mundial, la transición de muchas escuelas individuales a un menor número pero mayores y tecnológicamente modernas escuelas de ciudad se produjo como un medio de asegurar la educación técnica. Los autobuses escolares, las carreteras, y los vehículos familiares permitieron estudiar en escuelas alejadas del lugar de residencia. Los tractores y demás maquinaria agrícola indujeron un cambio de granjas familiares y cosechas de subsistencia a grandes cultivos. Ya no había necesidad de comunidades cada 10 o 16 kilómetros de separación o dentro del alcance de un carro y un caballo. Esta evolución todavía sigue y según el análisis de la primavera de 2007, otras 50 escuelas consolidadas rurales afrontan ahora el cierre inminente.
Los vales escolares (certificado por el cual se ofrece a los padres la posibilidad de pagar por la educación de sus hijos en una escuela de su opción, en lugar la escuela pública a la que fueron asignados) han sido propuestos recientemente como un medio de permitir la competencia entre escuelas rurales y hacer practicable la operación de escuelas cooperativas en áreas rurales.

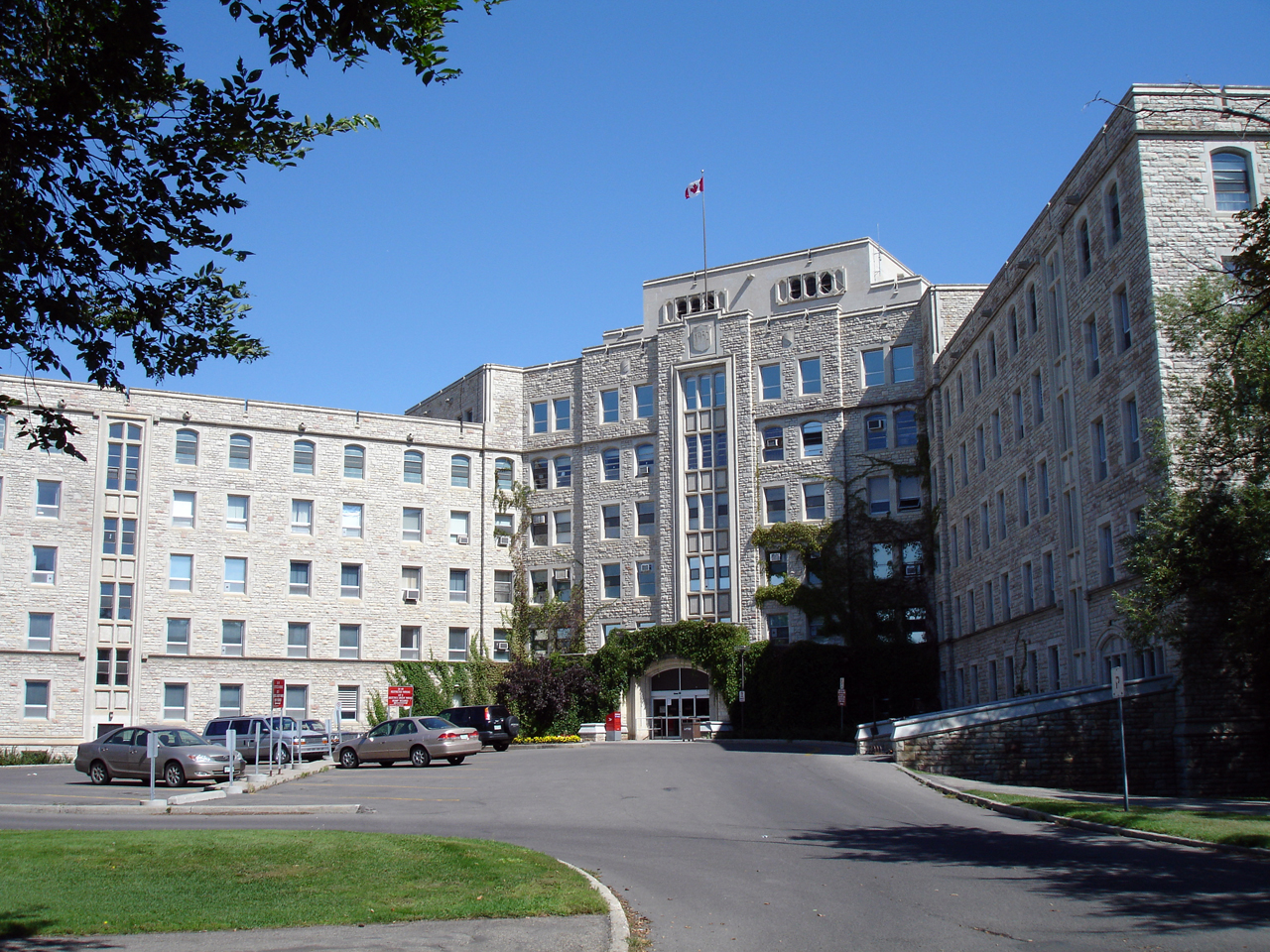
El Hospital Universitario Real es uno de los varios hospitales que funcionan en Saskatchewan.

### Salud
El Ministerio de Sanidad de Saskatchewan es responsable de la dirección política, establece y supervisa las normas y financia las autoridades sanitarias regionales y los servicios sanitarios provinciales. El sistema sanitario de Saskatchewan es de pagador único. Los médicos de Saskatchewan son contratistas independientes. Remiten sus cuentas al Plan de Seguro de Asistencia Médica de Saskatchewan, financiado con fondos públicos, que se encarga de pagarlas. Los pacientes no pagan nada a sus médicos ni a los hospitales por la atención médica.
En 1944, la Federación de Cooperativas de la Commonwealth (CCF), un partido agrario y laborista de izquierdas, ganó las elecciones provinciales en Saskatchewan y formó el primer gobierno socialista de la historia de Norteamérica. Reelegida en repetidas ocasiones, la CCF hizo campaña a principios de los años 60 sobre el tema de la cobertura sanitaria universal y, tras ganar de nuevo las elecciones, la implantó, la primera en Canadá. Sin embargo, el sindicato de médicos de la provincia se opuso ferozmente y organizó una huelga masiva el día que entró en vigor el nuevo sistema. 
Apoyado por la Cámara de Comercio de Saskatchewan, la mayoría de los periódicos y el movimiento derechista Keep Our Doctors (Mantengamos a nuestros médicos), el sindicato de médicos llevó a cabo una eficaz campaña de comunicación que presentaba el sistema sanitario universal como un plan comunista que propagaría enfermedades. La huelga, que se había hecho muy impopular por la retórica escandalosa de algunos de sus dirigentes (uno de ellos había llamado al derramamiento de sangre), terminó finalmente al cabo de unas semanas, y la cobertura sanitaria universal fue adoptada por todo el país cinco años después.

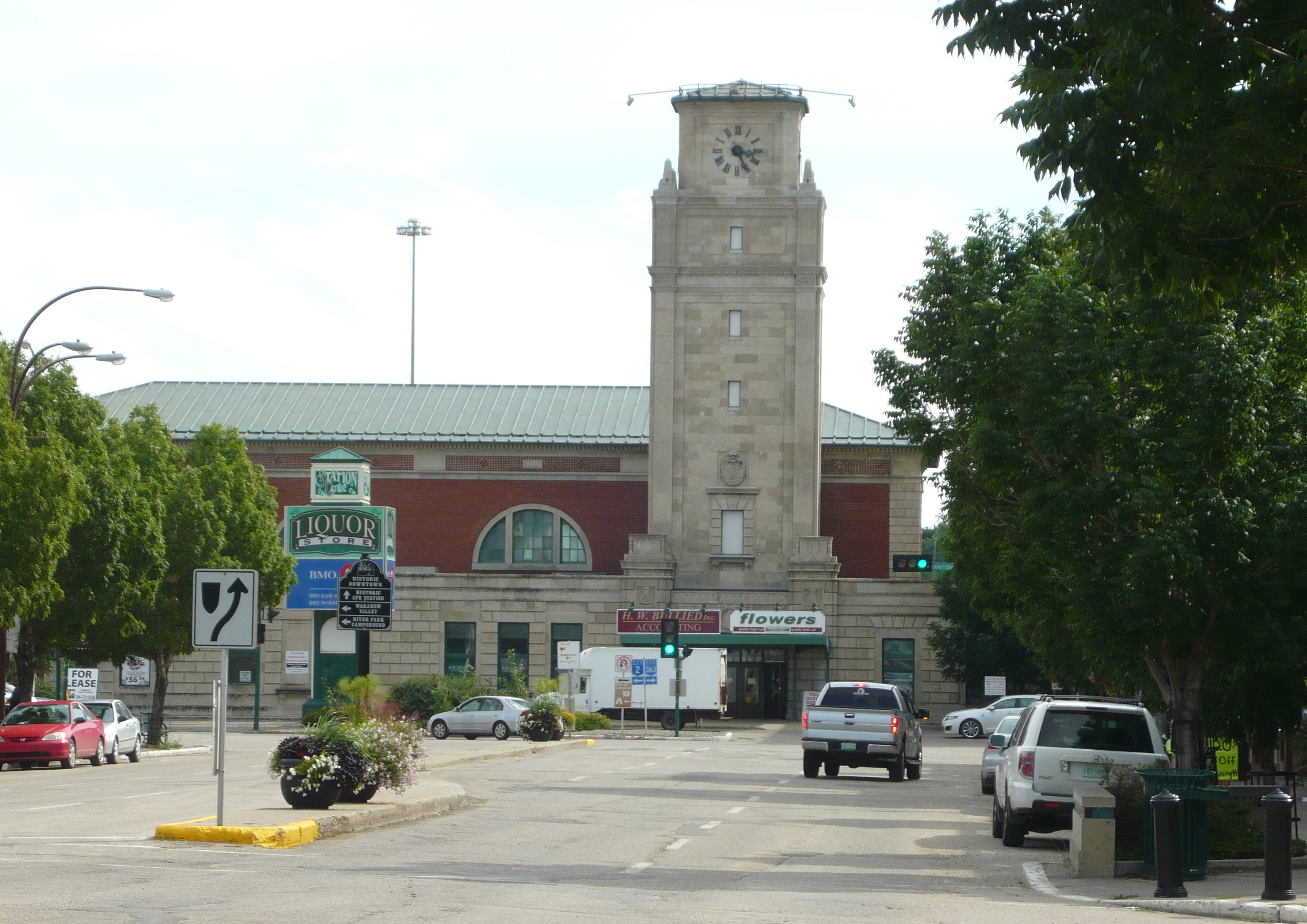
Estación de ferrocarril de Moose Jaw

## Transporte
El transporte en Saskatchewan incluye un sistema de infraestructuras de carreteras, autopistas, autovías, aeropuertos, transbordadores, oleoductos, senderos, vías navegables y sistemas ferroviarios que dan servicio a una población de aproximadamente 1.003.299 habitantes (según estimaciones de 2007) durante todo el año. El Departamento de Carreteras y Transporte de Saskatchewan calcula que el 80% del tráfico se realiza por el sistema principal de autopistas de 5.031 km.
El Ministerio de Carreteras e Infraestructuras gestiona más de 26.000 km de autopistas y carreteras divididas. También hay carreteras municipales con diferentes superficies. Los pavimentos de hormigón asfáltico suman casi 9.000 km, el pavimento granular casi 5.000 km, los TMS no estructurales o de membrana fina se acercan a los 7.000 km y, por último, las carreteras de grava suman más de 5.600 km a través de la provincia. En el sector septentrional, las carreteras de hielo por las que sólo se puede circular en los meses de invierno comprenden otros 150 km (93 mi) de recorrido aproximadamente. En 2024, el Gobierno de Canadá concedió a Saskatchewan una subvención de 6,1 millones de dólares para autobuses lanzadera que presten servicio a comunidades remotas.

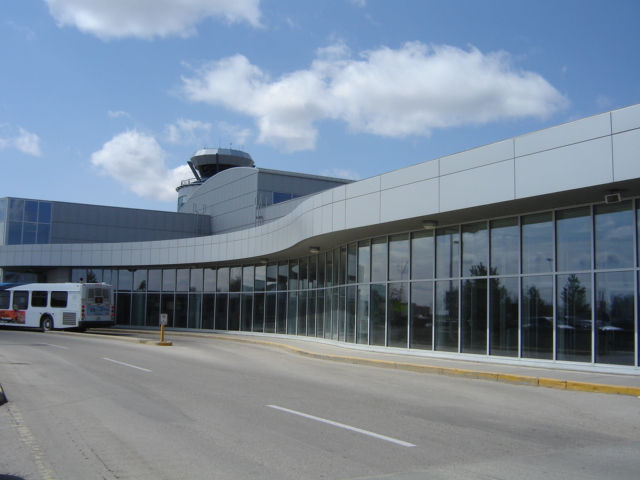
Aeropuerto internacional de Saskatoon

Saskatchewan tiene más de 250.000 km de carreteras y autopistas, la mayor longitud de superficie de carreteras de todas las provincias canadienses. Las principales autopistas de Saskatchewan son la Trans-Canada Highway, Yellowhead Highway northern Trans Canada route, Louis Riel Trail, CanAm Highway, Red Coat Trail, Northern Woods and Water route, y Saskota travel route.
El primer ferrocarril transcontinental canadiense fue construido por la Canadian Pacific Railway (CPR) entre 1881 y 1885. Tras la construcción del gran ferrocarril transcontinental este-oeste, se establecieron ramales conectores norte-sur. En la década de 1920 se produjo el mayor aumento de vías de ferrocarril, ya que la CPR y la Canadian National Railway (CNR) entraron en competencia por ofrecer servicio ferroviario en un radio de diez kilómetros. En la década de 1960 hubo solicitudes de abandono de ramales. En la actualidad, los dos únicos servicios ferroviarios de pasajeros de la provincia son el Canadian y el tren Winnipeg-Churchill, ambos operados por Via Rail. El Canadian es un servicio transcontinental que une Toronto con Vancouver.

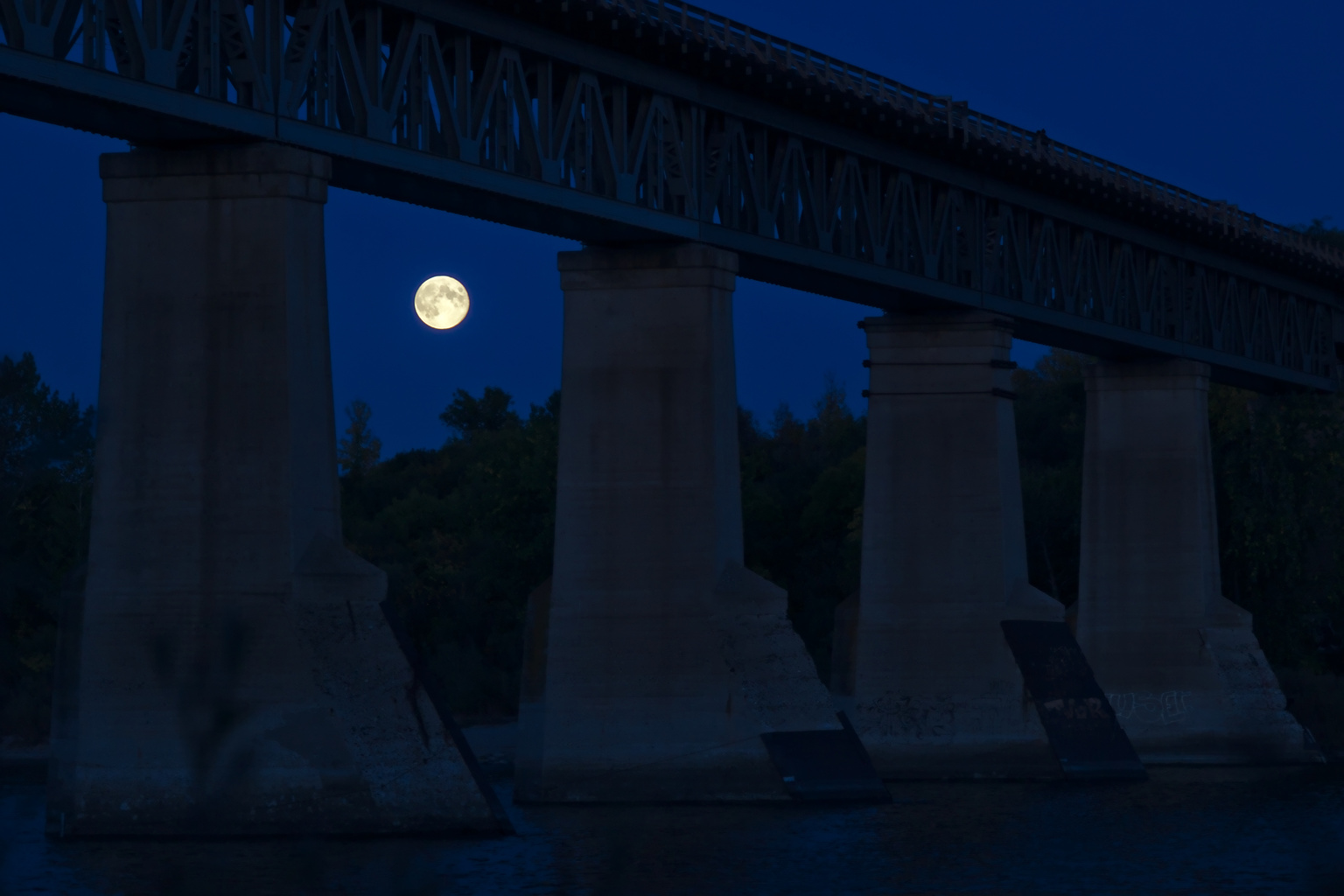
El puente CPR

Las principales vías fluviales de Saskatchewan son el río Saskatchewan del Norte o el río Saskatchewan del Sur. En total, hay 3.050 puentes mantenidos por el Departamento de Carreteras en Saskatchewan. Actualmente operan en la provincia doce servicios de transbordadores, todos ellos bajo la jurisdicción del Departamento de Carreteras.
El aeropuerto de Saskatoon se creó inicialmente como parte del programa de entrenamiento de la Real Fuerza Aérea Canadiense durante la Segunda Guerra Mundial. En 1993 pasó a llamarse Aeropuerto John G. Diefenbaker Roland J. Groome Airfield es la denominación oficial del Aeropuerto Internacional de Regina desde 2005; el aeropuerto se fundó en 1930.
Las aerolíneas que ofrecen vuelos a Saskatchewan son Air Canada, WestJet Airlines, Delta Air Lines, Transwest Air, Sunwing Airlines, Norcanair Airlines, La Ronge Aviation Services Ltd, La Loche Airways, Osprey Wings Ltd, Buffalo Narrows Airways Ltd, Île-à-la-Crosse Airways Ltd, Voyage Air, Pronto Airways, Venture Air Ltd, Pelican Narrows Air Service, Jackson Air Services Ltd, y Northern Dene Airways Ltd.

El Gobierno de Canadá acordó aportar 20 millones de dólares para la construcción de dos nuevos intercambiadores en Saskatoon. Uno de ellos en la intersección de la autopista 219/Lorne Avenue con Circle Drive, y el otro en el puente Senator Sid Buckwold (Idylwyld Freeway) y Circle Drive. Esto forma parte de la Iniciativa de Pasarela y Corredor Asia-Pacífico para mejorar el acceso a la terminal intermodal de mercancías de la CNR y aumentar así el comercio Asia-Pacífico. Asimismo, el Gobierno de Canadá aportará 27 millones de dólares a Regina para construir una instalación intermodal CPR y mejorar las infraestructuras de transporte a la instalación desde las dos redes nacionales de autopistas, la Autopista 1, la Transcanadiense, y la Autopista 11, Louis Riel Trail. Esto también forma parte de la Iniciativa de Pasarela y Corredor Asia-Pacífico para mejorar el acceso a la terminal CPR y aumentar el comercio Asia-Pacífico.

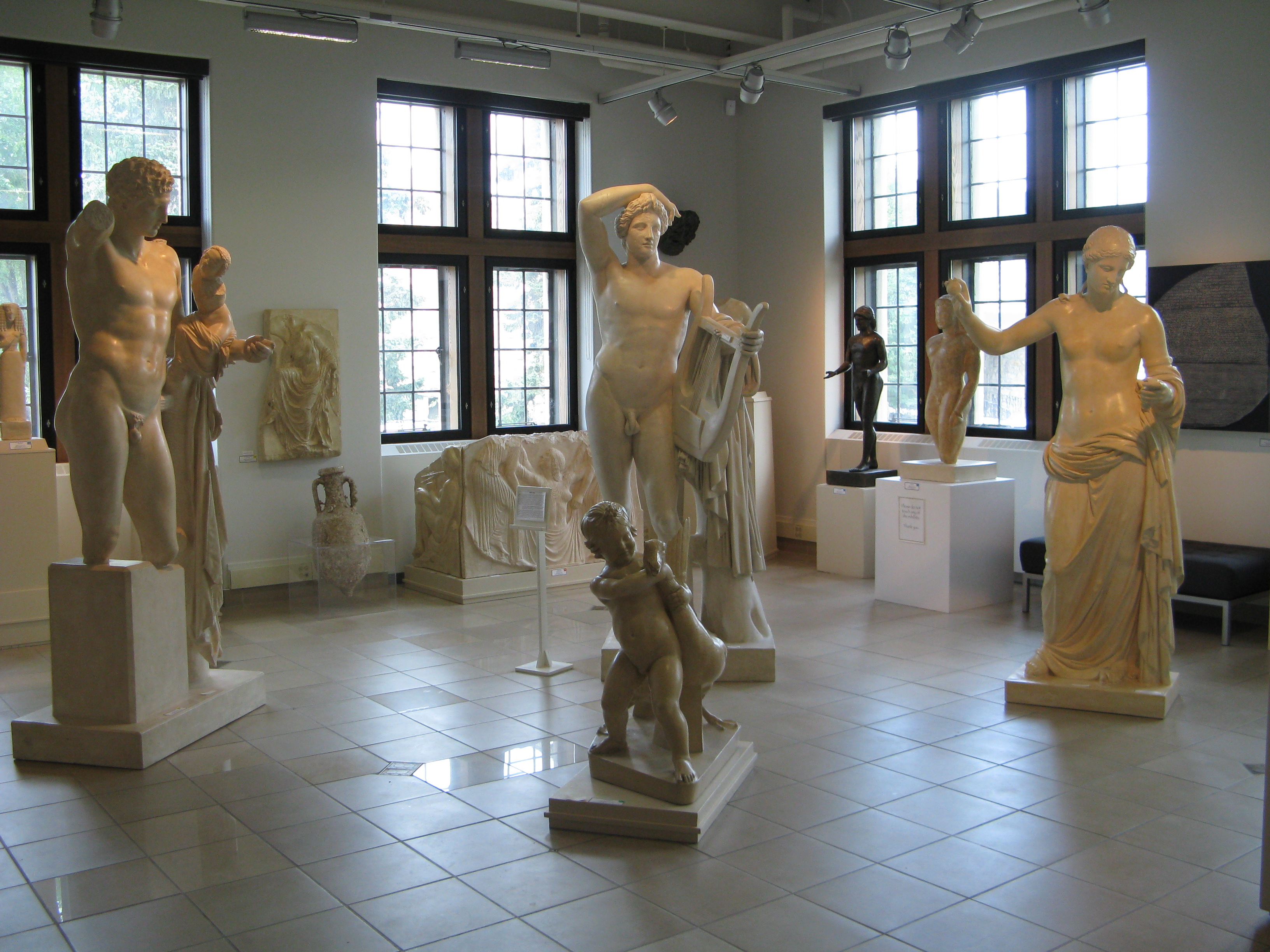
Museo de Antigüedades de Saskatoon

## Cultura
La Cultura de Saskatchewan examina las pautas de la actividad humana en la provincia de las praderas centrales de Canadá, analizando el modo de vida de la gente en la geografía, el clima y el contexto social de Saskatchewan.
Las Primeras Naciones y los comerciantes de pieles adoptaron un estilo de vida trashumante y de caza y recolección para satisfacer sus necesidades económicas y de sustento. Del mismo modo, los primeros colonos del siglo XIX y principios del XX dedicaron la mayor parte de su tiempo a cultivar la tierra y proporcionar productos agrícolas de subsistencia a sus familias. A principios del siglo XX se desarrollaron prácticas agrícolas de éxito, y la sociedad se regocijó en los locos años veinte. Los años de depresión y sequía de los sucios años treinta se llevaron por delante el sustento agrícola. Se dispuso de electricidad en las distintas regiones de Saskatchewan. 

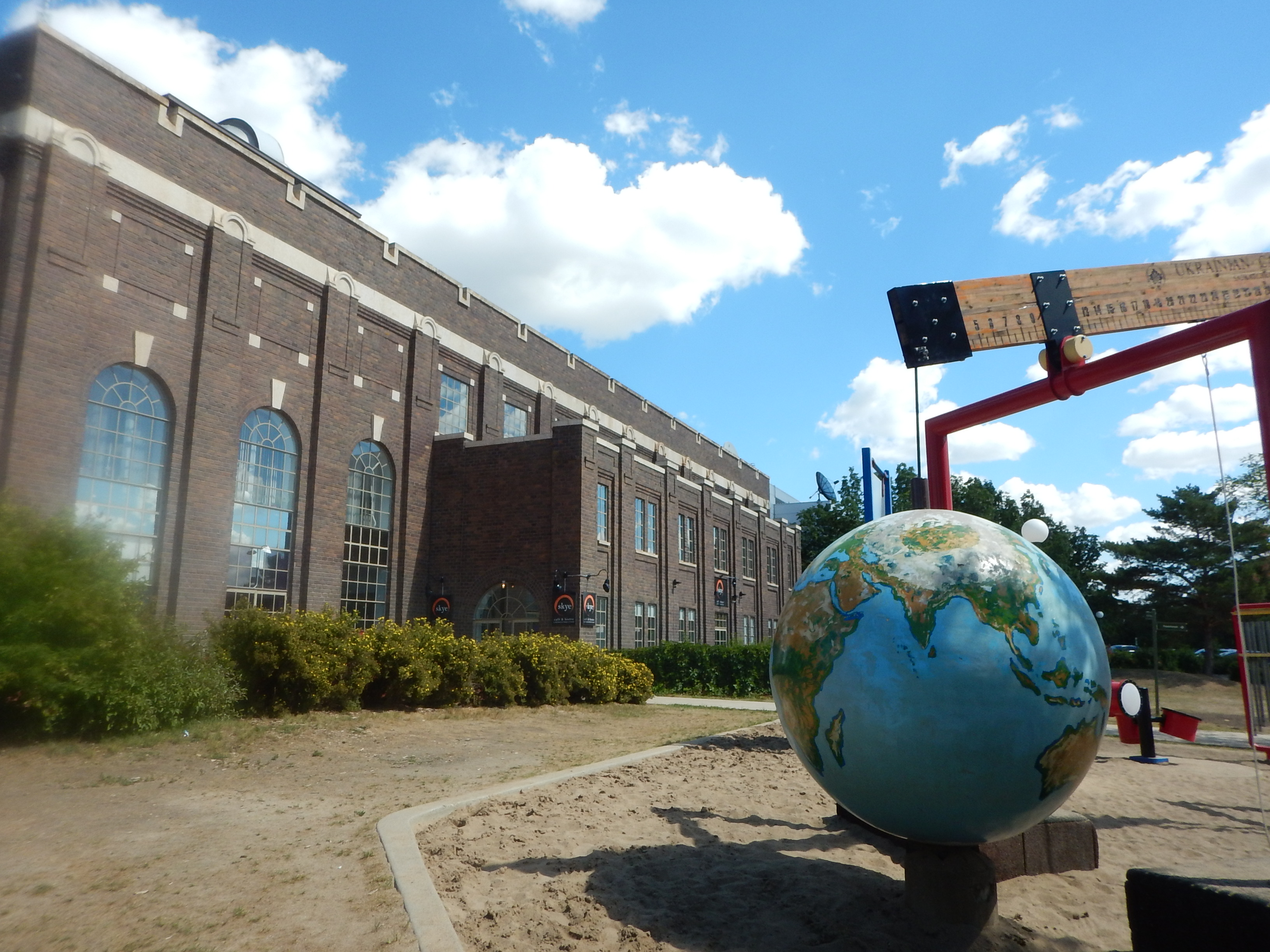
Centro de Ciencias de Saskatchewan

La economía experimentó un crecimiento no sólo en el sector agrícola, sino que también se liberó mano de obra para dedicarse a otras actividades distintas de la agricultura. A partir de los años 40, se produjo un gran avance en el panorama artístico y cultural de Saskatchewan. Antes de esta fecha, las actividades artísticas y culturales eran principalmente de carácter familiar, individual y no remunerado. En las escuelas locales se representaban obras de teatro, los miembros de la familia o de la tribu se dedicaban a la artesanía de diversos tipos que podían convertirse en reliquias, las comunidades se reunían para participar en diversas actividades deportivas de recreo. La Comisión Real para el Desarrollo Nacional de las Artes, las Letras y las Ciencias elaboró el Informe Massey a principios de la década de 1950. Esta comisión tomó nota de los puntos fuertes y débiles de la comunidad cultural y condujo a la creación del Consejo de Canadá, que promovió el talento floreciente.
Clifford Sifton estableció oficinas coloniales en Europa y Estados Unidos para fomentar la inmigración procedente de Gran Bretaña y Estados Unidos, y de ucranianos, doukhobors y otros grupos del Imperio austriaco para poblar el Oeste canadiense. Entre 1891 y 1914 se produjo la mayor afluencia de inmigración a los Territorios del Noroeste y la provincia de Saskatchewan. Los mestizos franceses de Duck Lake y St. Louis de 1870, la colonia agrícola de Qu'Appelle y Bell Farm de 1880, Cannington Manor de 1882, la colonia de artesanos de East London de 1884, la colonia alemana en bloque de New Elsass de 1885, la colonia sueca de New Stockholm de 1885, la colonia menonita de Rosthern de 1893, Montmartre/Grenfell, colonia gallega de 1896, y Good Spirit Lake Doukhobor Annex (colonia de Devils Lake) de 1899 son sólo algunos de los primeros asentamientos de bloques étnicos establecidos en el siglo XIX en los primeros Territorios del Noroeste. 

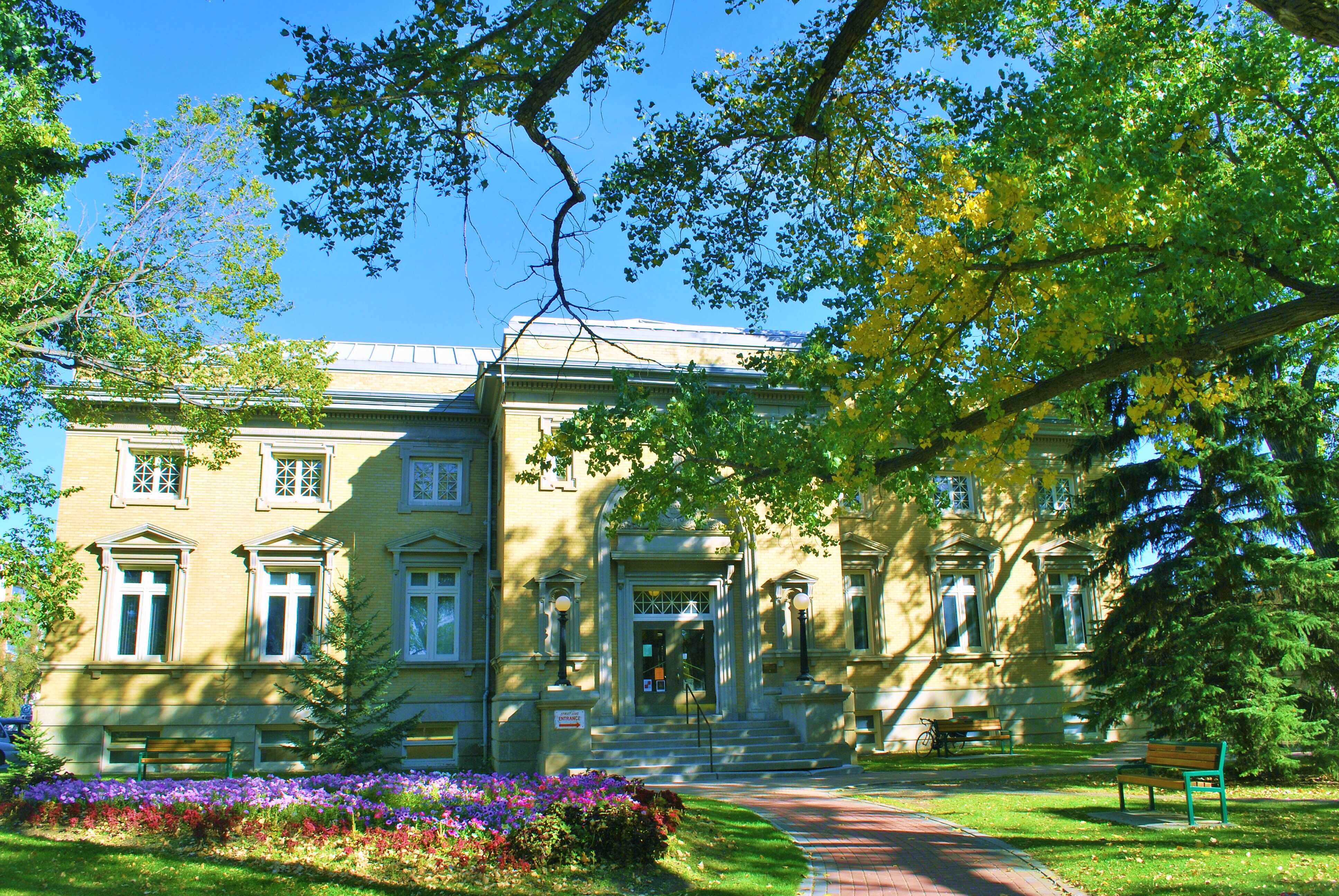
Biblioteca pública de Moose Jaw

Los asentamientos de bloques étnicos de esta primera época se concentraron en desarrollar sus métodos agrícolas y luego en establecer iglesias y escuelas. La religión y la educación se basaban en lo que conocían de su país de origen. La Primera Guerra Mundial puso de manifiesto la necesidad de una identidad y una lengua comunes en Canadá y el oeste. Las escuelas establecieron un plan de estudios provincial y una lengua estándar. La identidad cultural se desplazó de la patria a la creación de una nueva sociedad y cultura con una sola lengua unificadora para ayudar a la economía y al crecimiento social. La Segunda Guerra Mundial acentuó de nuevo la necesidad de una identidad que fuera verdadera y únicamente canadiense, lo que también era una norma deseada en Saskatchewan.
Los primeros exploradores y aventureros fueron atraídos a los Territorios del Noroeste por las pinturas de Paul Kane, que describían un oeste romántico y lleno de aventuras. Ya en la temporada de verano de 1955, la Escuela de Verano del Regina College en Murray Point, en el lago Emma, alcanzó relevancia nacional. Augustus Kenderdine, Inglis Sheldon-Williams, Illingworth Kerr, James Henderson, Ernest Lindner, Jan Wyers, Dorothy Knowles, Reta Cowley y William Perehudoff son artistas de Saskatchewan muy conocidos y aclamados. Kenneth Lochhead, Arthur McKay, Ronald Bloore, Douglas Morton y Ted Godwin se hicieron famosos como los «Cinco de Regina». Joe Fafard, Jack Sures y Vic Cicansky hacen de la cerámica y la escultura sus medios plásticos. También destacan los pintores Bob Boyer y David Thauberger, así como el escultor Bill Epp y los hermanos Huang Zhongyang y Huang Zhongru.

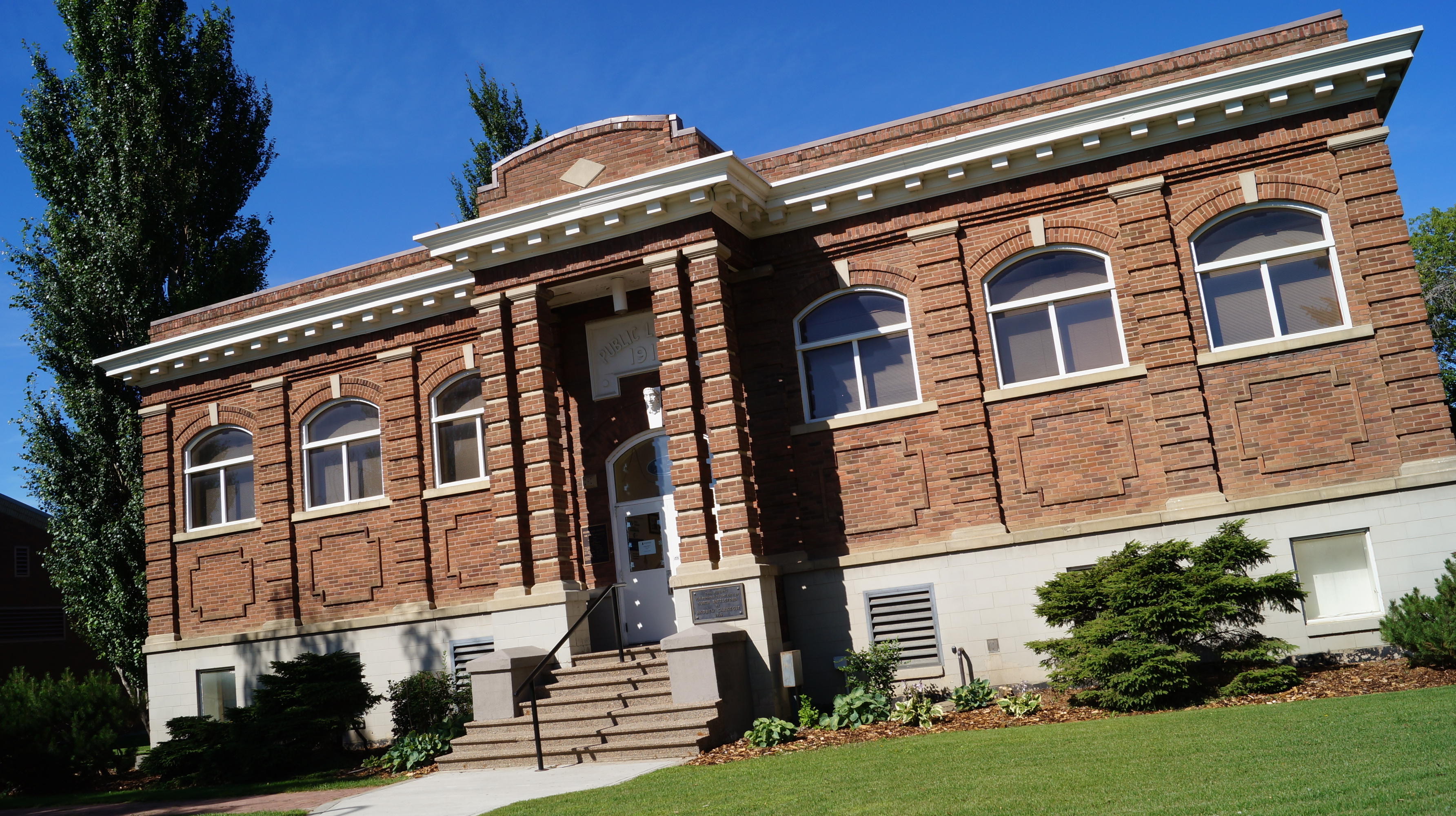
Galería de Allen Sapp

MacKenzie Art Gallery Regina es la única galería de arte importante de la provincia que funciona actualmente y de la que se sabe que trae grandes exposiciones de otras galerías. La ya desaparecida Mendel Art Gallery Saskatoon cesó su actividad en 2015 sin que se conozca la fecha de apertura de una nueva galería. Prince Albert, North Battleford, Moose Jaw y Yorkton tienen galerías públicas.

### Literatura
El Saskatchewan Writers Guild, el Saskatchewan Playwrights Centre y la Thunder Creek Publishing Co-operative se crearon para apoyar y promover el talento literario de Saskatchewan.
James Sinclair Ross, W. O. Mitchell, Lorna Crozier, Anne Szumigalski, Candace Savage y Robert Kroetsch, son los artistas literarios de Saskatchewan.
El reverendo Charles Gordon (seudónimo de Ralph Connor), Robert Stead, Frederick Philip Grove, Wallace Stegner, R.D. (Bob) Symons, Edward McCourt, Lorna Crozier, Bonnie Burnard, David Carpenter, Don Kerr, Byrna Barclay, Glen Sorestad, Gertrude Story, Maria Campbell, Sharon Butala, Guy Vanderhaege, Brenda Baker, Art Slade, Alice Kuipers, Dave Margoshes y Chris Fisher también han contribuido al panorama literario de Saskatchewan. Algunos poetas de Saskatchewan son Eli Mandel, Andrew Suknaski y John Hicks. Novelistas famosos de Saskatchewan serían Ken Mitchell, Gary Hyland, Robert Currie, Geoffrey Ursell y Barbara Sapergia, por mencionar algunos.
Tim Lilburn es un poeta de Regina que ha ganado el Premio Literario del Gobernador General por su novela Kill-site. A él se unió Allen Sapp, pintor de la Reserva del Faisán Rojo que también incluye premios de la Real Academia Canadiense de las Artes y Oficial de la Orden de Canadá. Robert Calder (Saskatoon), Willie: The Life of W. Somerset Maugham, Maggie Siggins (Regina), Revenge of the Land, Anne Szumigalski (Saskatoon Voice) y Guy Vanderhaeghe (Saskatoon), Man Descending and again fueron galardonados con el reconocimiento literario del primer ministro Roy Romanow durante la ceremonia de entrega de los premios literarios del Gobernador General de 1997. Otros artistas de Saskatchewan han sido galardonados con los premios literarios del Gobernador General, como Lorna Crozier (Swift Current), Inventing the Hawk, John Newlove (Regina), The Cave and Lies, Fred Wah (nacido en Swift Current), Waiting for Saskatchewan, Diana Wieler (Saskatoon), Bad Boy, y Rudy Wiebe, The Temptation of Big Bear y A Discovery of Strangers.

## Deporte

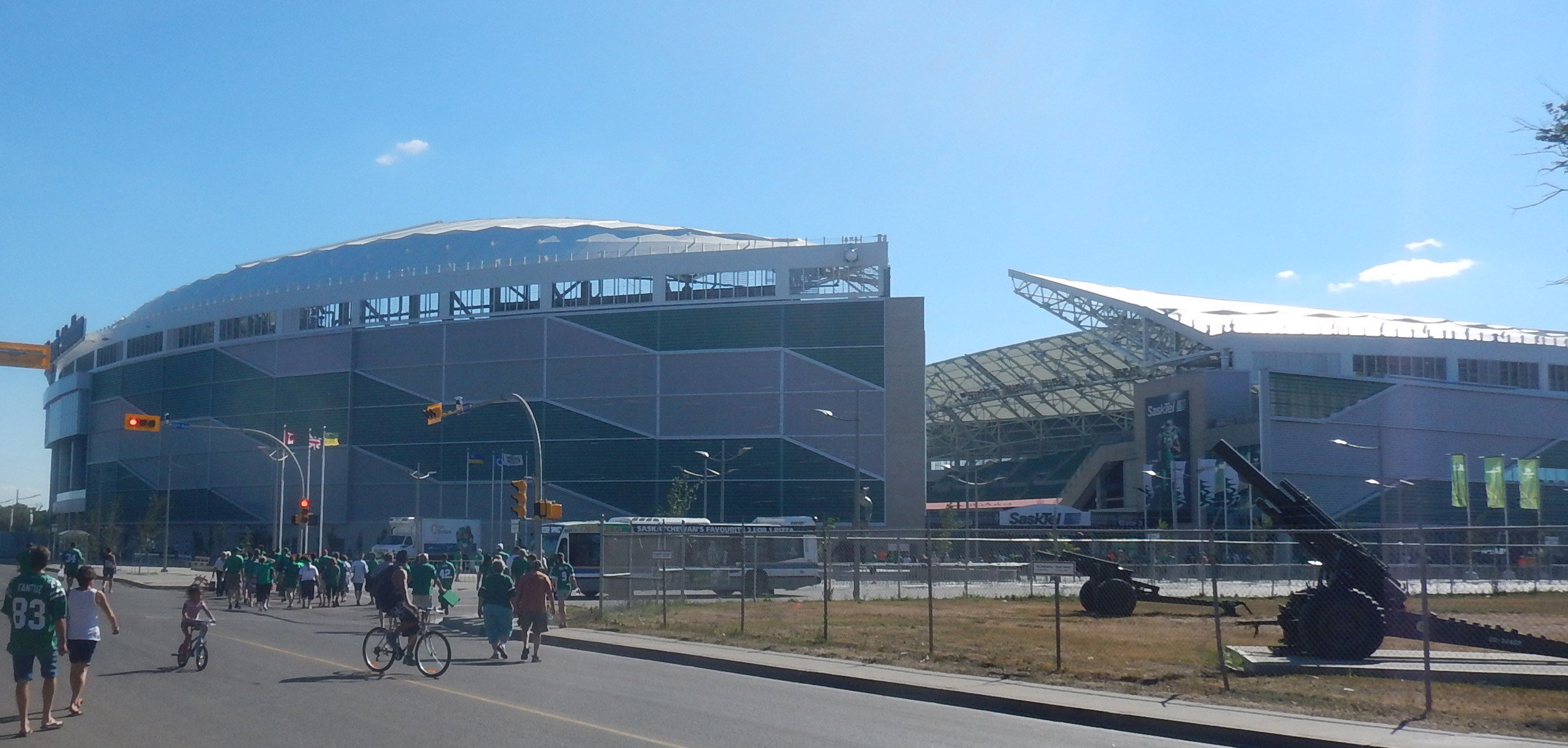
El Estadio Mosaic

El hockey es el deporte más popular en Saskatchewan. Más de 500 jugadores de la Liga Nacional de Hockey (NHL) han nacido en Saskatchewan, el mayor número per cápita de cualquier provincia canadiense, estado de EE. UU. o país europeo, incluido Gordie Howe, apodado «Mr. Hockey» y considerado uno de los mejores jugadores de hockey de todos los tiempos. Otras figuras notables de la NHL nacidas en Saskatchewan son Keith Allen, Bryan Trottier, Bernie Federko, Clark Gillies, Fernie Flaman, Fred Sasakamoose, Bert Olmstead, Harry Watson, Elmer Lach, Max Bentley, Sid Abel, Doug Bentley, Eddie Shore, Clint Smith, Bryan Hextall, Johnny Bower, Emile Francis, Glenn Hall, Chuck Rayner, Wendel Clark, Brad McCrimmon, Mike Babcock, Patrick Marleau, Theo Fleury, Terry Harper, Wade Redden, Brian Propp, Ryan Getzlaf, Chris Kunitz, Kelly Chase y Jordan Eberle. Varias jugadoras y figuras destacadas del hockey femenino también proceden de la provincia, como Hayley Wickenheiser, Colleen Sostorics, Gina Kingsbury, Shannon Miller y Emily Clark. 

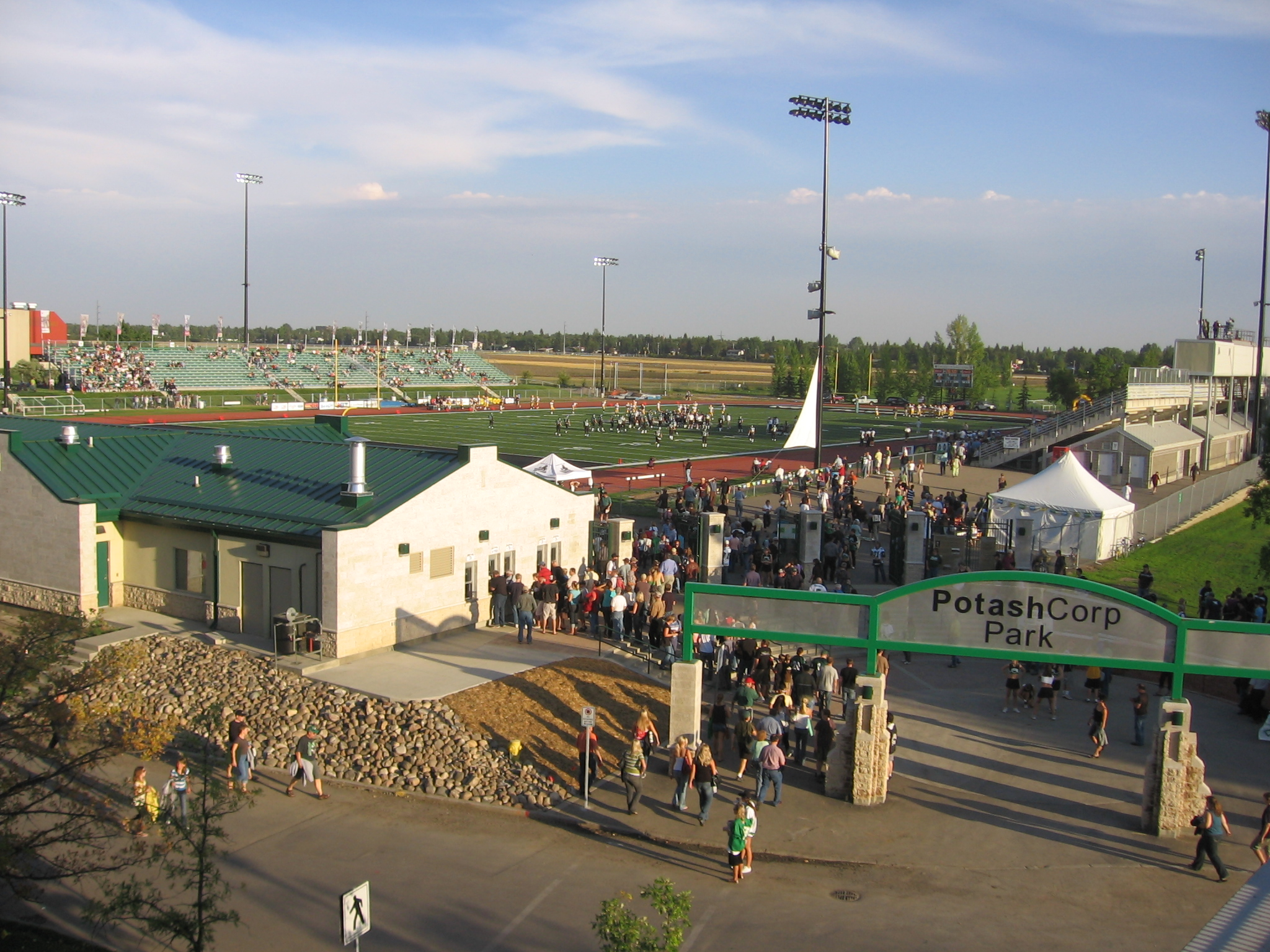
El estadio Griffiths

Wickenheiser fue la primera mujer patinadora que jugó a tiempo completo al hockey profesional en una liga masculina y está considerada una de las mejores jugadoras de hockey de todos los tiempos. Saskatchewan no tiene una franquicia de hockey profesional, pero cinco equipos de la Western Hockey League junior tienen su sede en la provincia: los Moose Jaw Warriors, los Prince Albert Raiders, los Regina Pats, los Saskatoon Blades y los Swift Current Broncos.
Los Saskatchewan Roughriders son el equipo profesional de fútbol canadiense de la provincia, que juega en la Liga Canadiense de Fútbol, y tienen su sede en Regina, pero son populares en todo Saskatchewan. Los hinchas del equipo también se congregan los días de partido en todo Canadá, y colectivamente se les conoce como «Rider Nation». Los Roughriders son uno de los equipos deportivos profesionales y franquicias comunitarias más antiguos de Norteamérica, y han ganado cuatro campeonatos de la Copa Grey. La provincia también cuenta con exitosos equipos de fútbol femenino. Las Saskatoon Valkyries y las Regina Riot son los dos únicos equipos que han ganado campeonatos en la Western Women's Canadian Football League desde que empezó a jugarse en 2011.

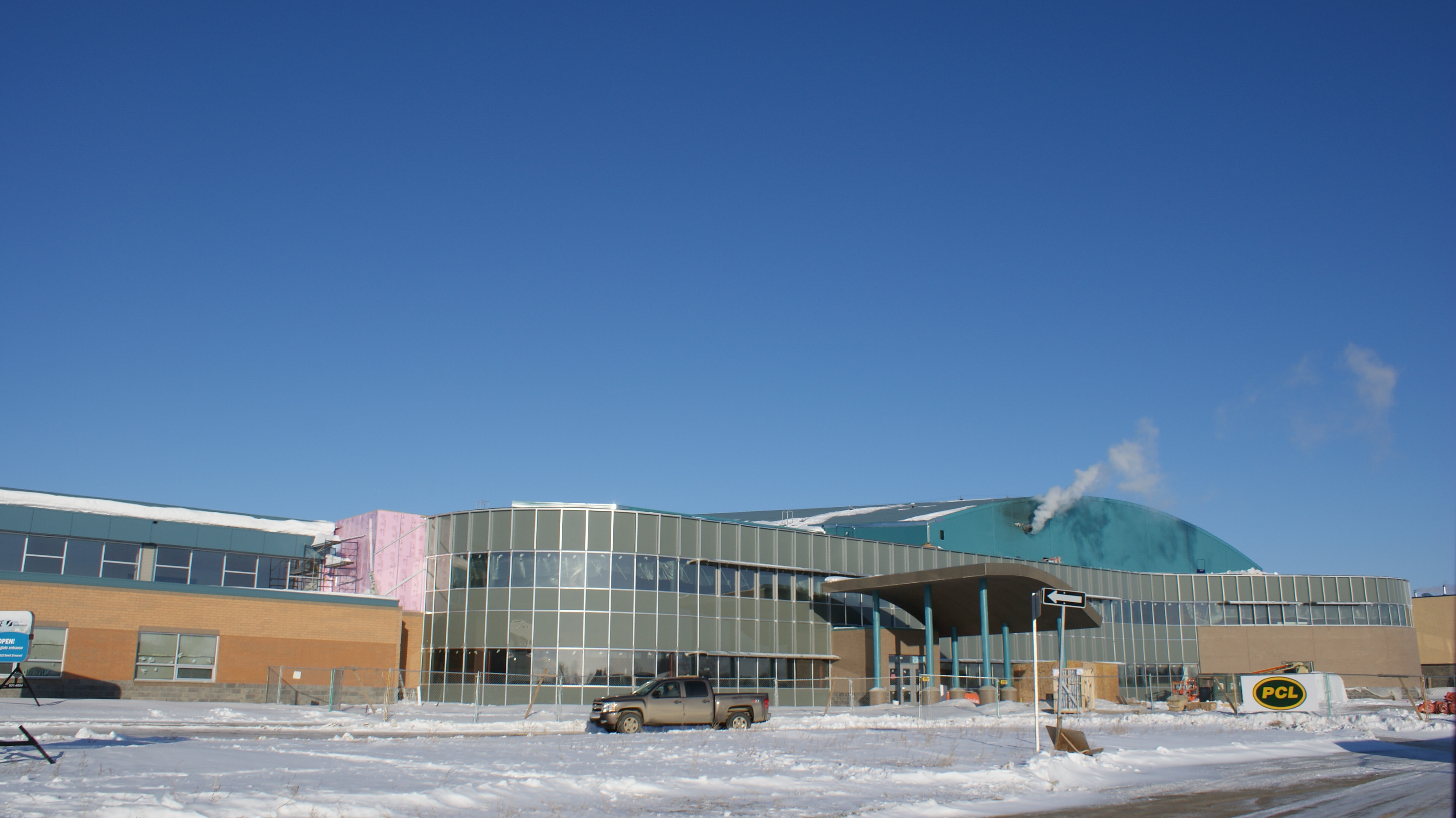
El Centro Shaw

La provincia alberga otras dos franquicias deportivas profesionales. Los Saskatchewan Rush juegan en la Liga Nacional de Lacrosse. En 2016, su primer año tras trasladarse desde Edmonton (Alberta), los Rush ganaron tanto el título de su división como el campeonato de liga. En 2018, la provincia recibió una franquicia de la Canadian Elite Basketball League, los Saskatchewan Rattlers, que ganaron el campeonato inaugural de la liga en 2019. Los Saskatchewan Heat son un equipo semiprofesional de la National Ringette League. La provincia cuenta con seis equipos en la Liga de Béisbol del Oeste de Canadá.
El curling es el deporte oficial de la provincia e, históricamente, Saskatchewan ha sido una de las provincias más fuertes en curling. Los equipos de Saskatchewan han ganado siete campeonatos canadienses masculinos, cinco campeonatos mundiales masculinos, trece campeonatos canadienses femeninos y cuatro campeonatos mundiales femeninos. Entre los curlers notables de Saskatchewan se encuentran Ernie Richardson, Joyce McKee, Vera Pezer, Rick Folk, Sandra Schmirler y Ben Hebert. En una encuesta realizada en 2019 por The Sports Network (TSN), los expertos calificaron al equipo de Saskatchewan de Schmirler, que ganó la medalla de oro en los Juegos Olímpicos de 1998, como el mejor equipo femenino de la historia de Canadá.